# Biserica unitariană din Gălățeni

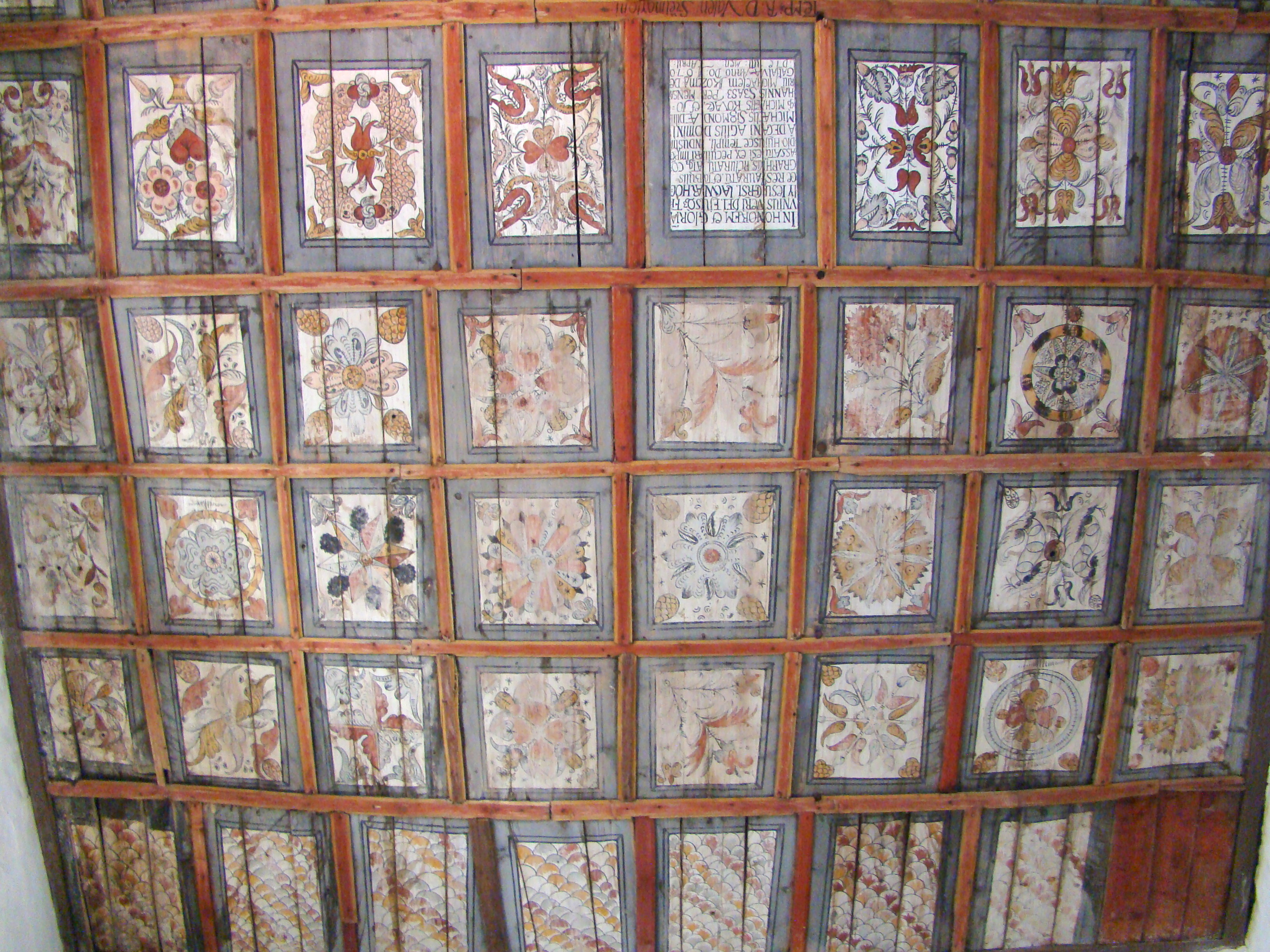
Tavanul casetat

Biserica unitariană din Gălățeni este un monument istoric aflat pe teritoriul satului Gălățeni, comuna Păsăreni. În Repertoriul Arheologic Național, monumentul apare cu codul 118870.02.

## Localitatea
Gălățeni (în maghiară Szentgerice) este un sat în comuna Păsăreni din județul Mureș, Transilvania, România. Prima atestare documentară este din anul 1332, sub numele de Sancta Gerecia.

## Biserica
Biserica a fost construită, în stil gotic, în secolul al XIV-lea. Turnul său a fost ridicat între 1781 și 1792. În anul 1670 a fost confecționat de Kozma Mihály valorosul tavan casetat, format din 88 de casete.
În după-amiaza zilei de 30 mai 1980, turnul bisericii a fost distrus de o furtună extrem de violentă, fiind ulterior refăcut.

## Imagini din exterior

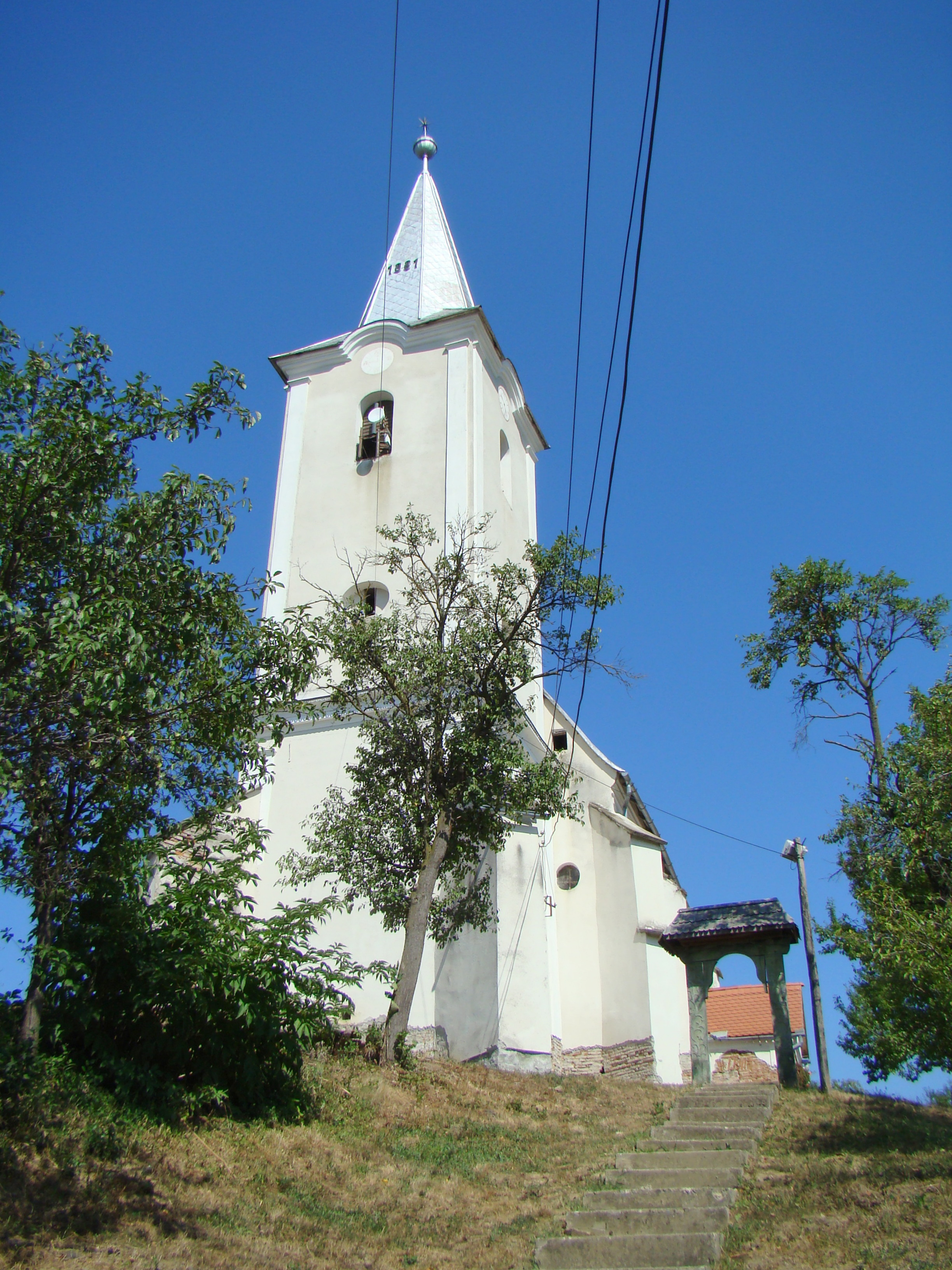
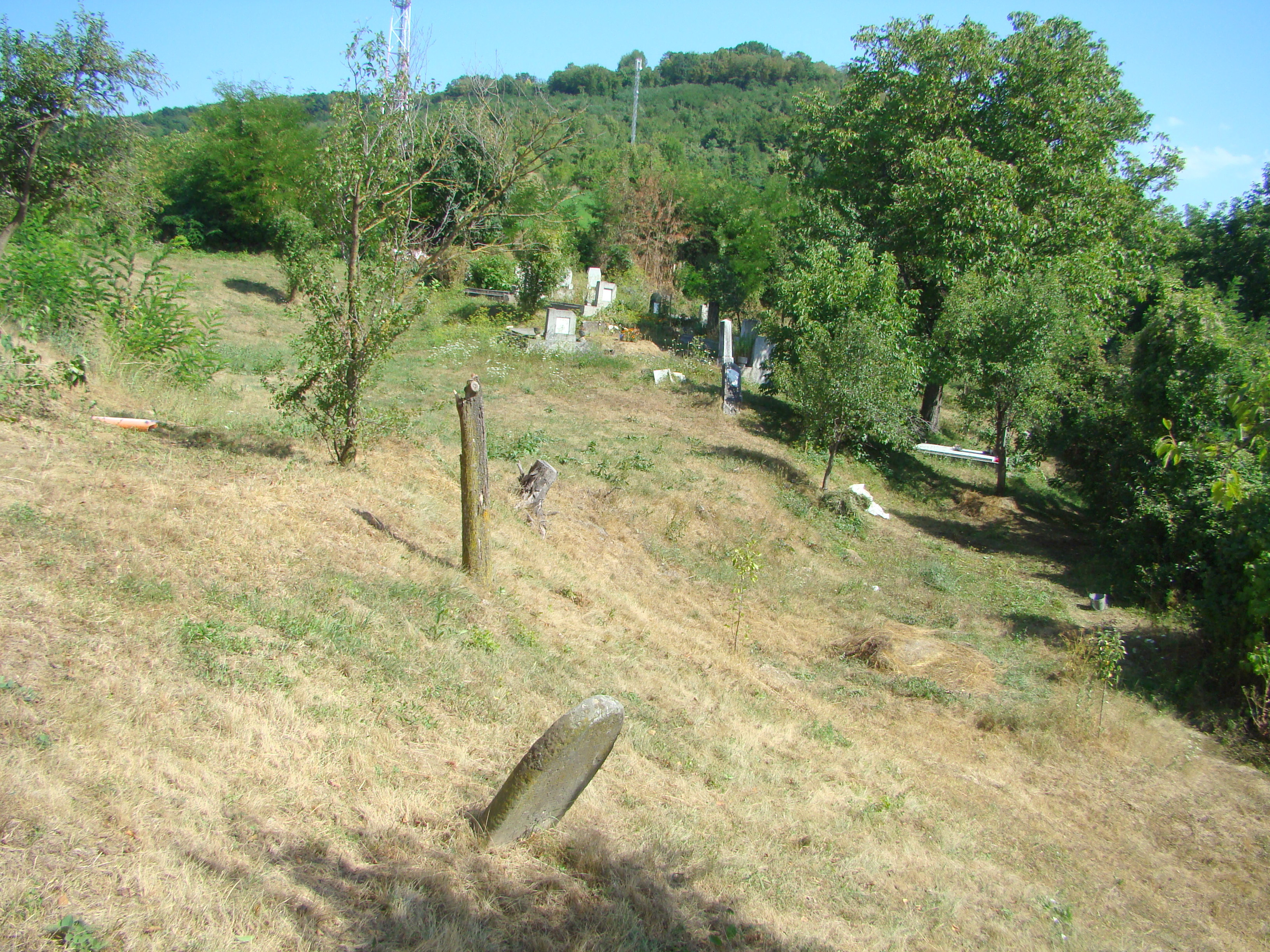
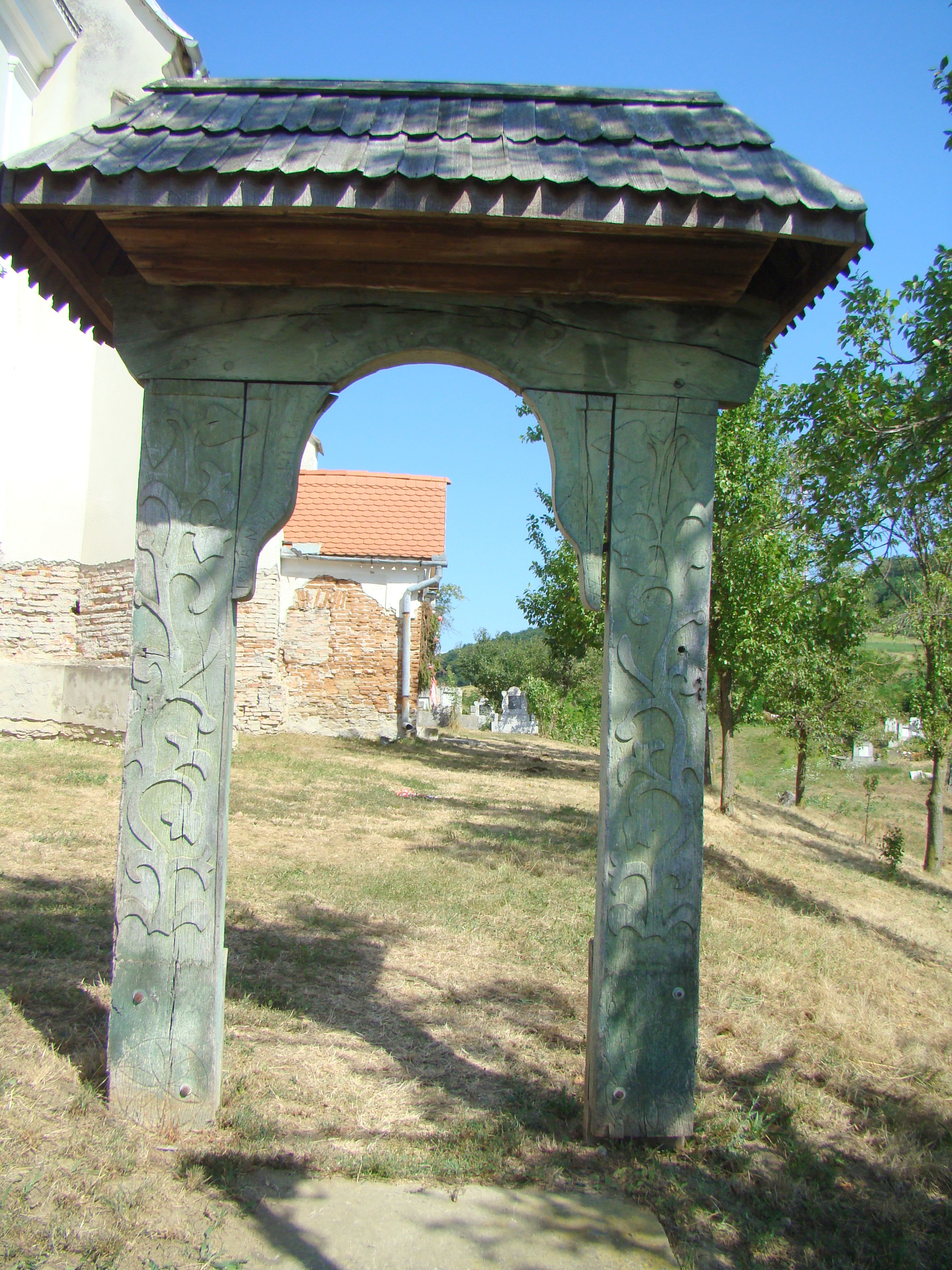
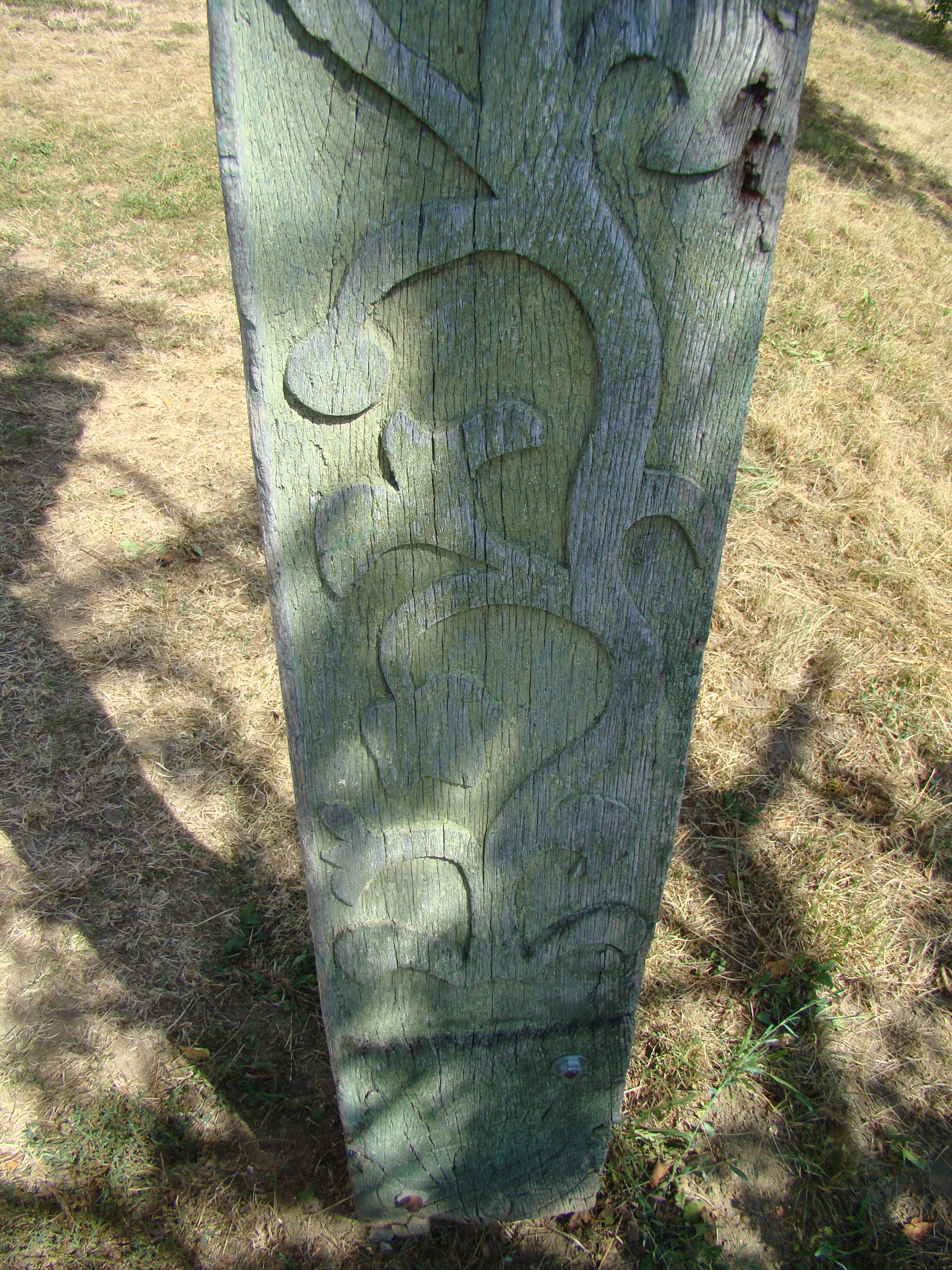
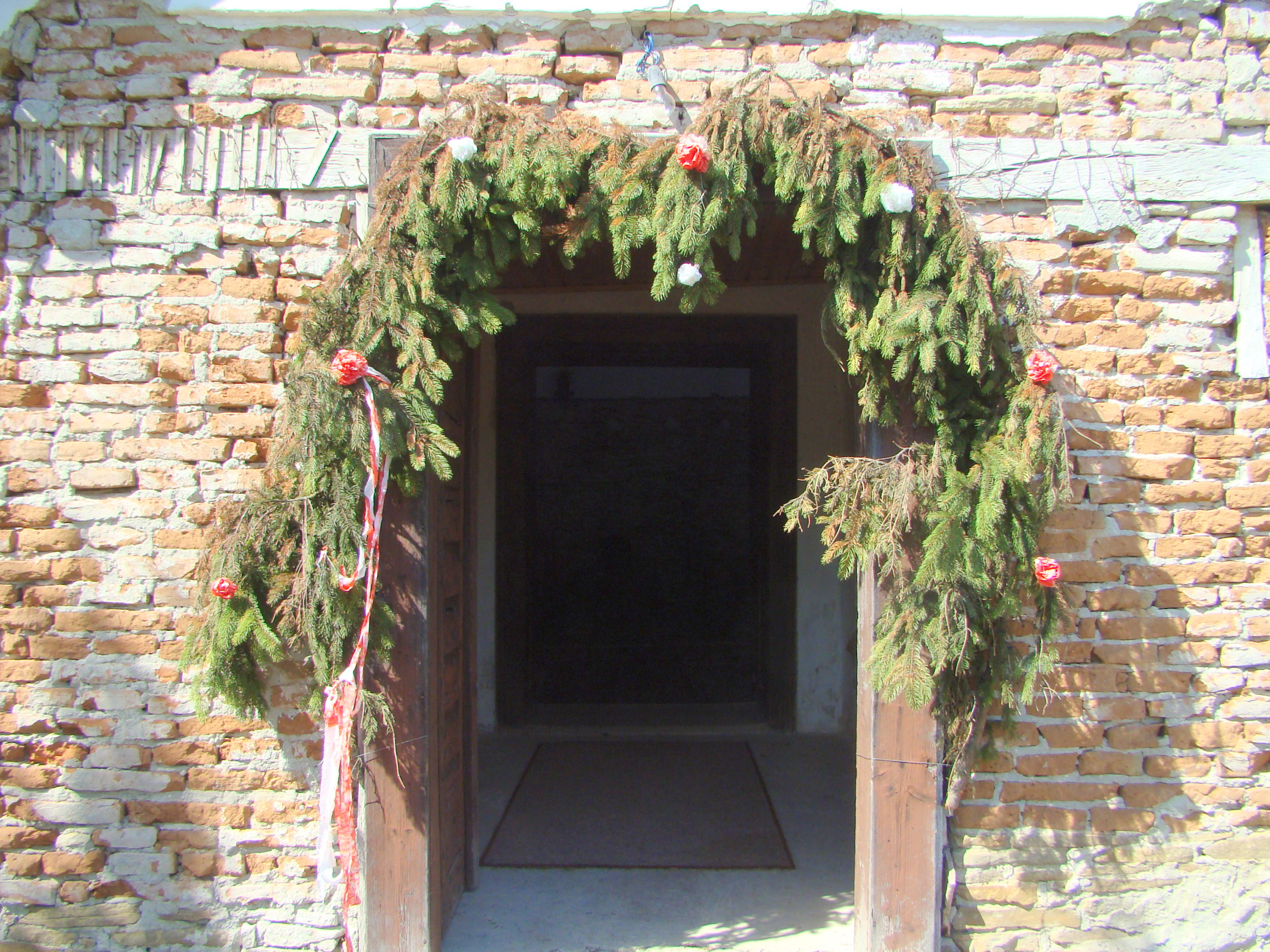
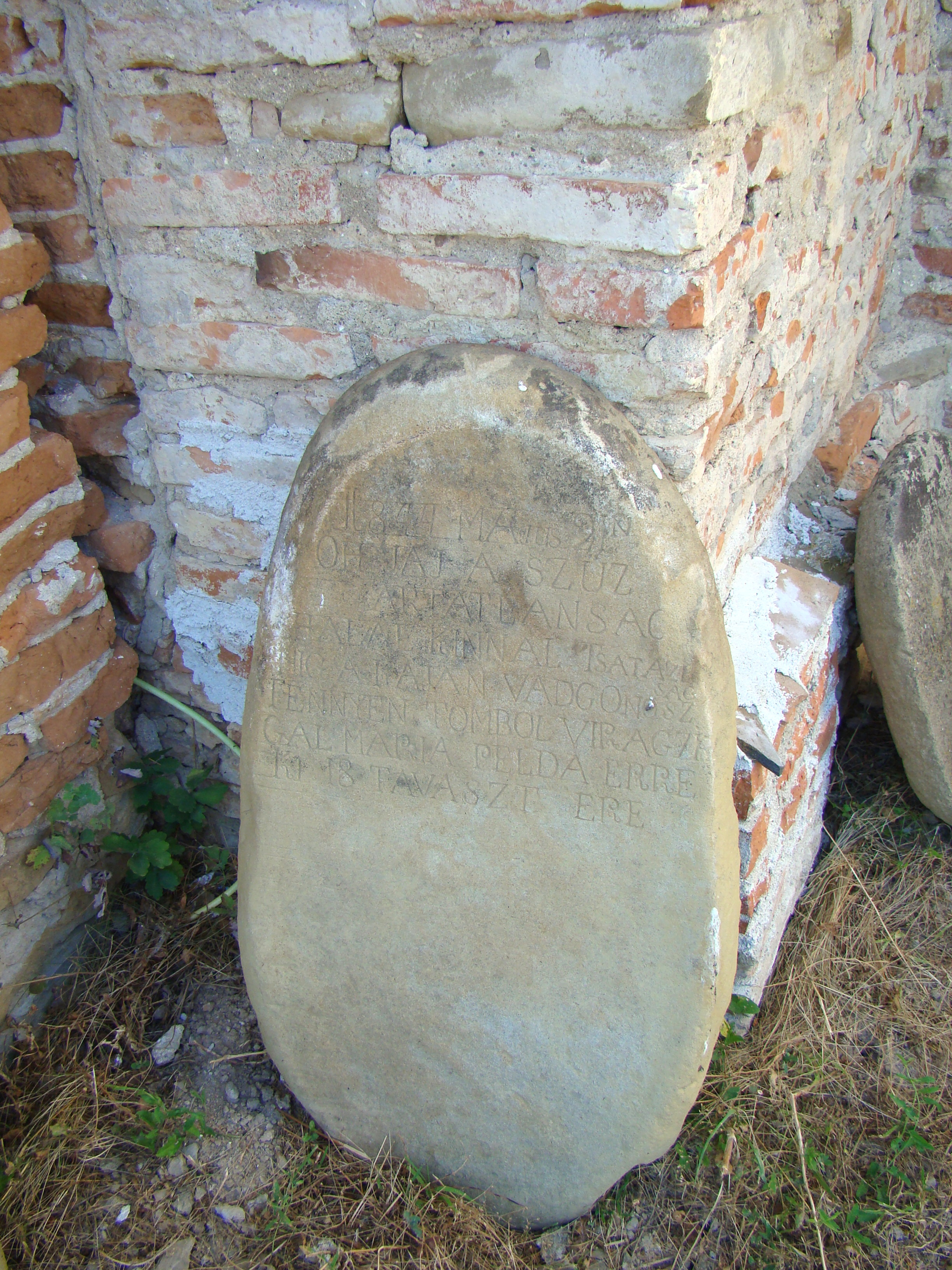
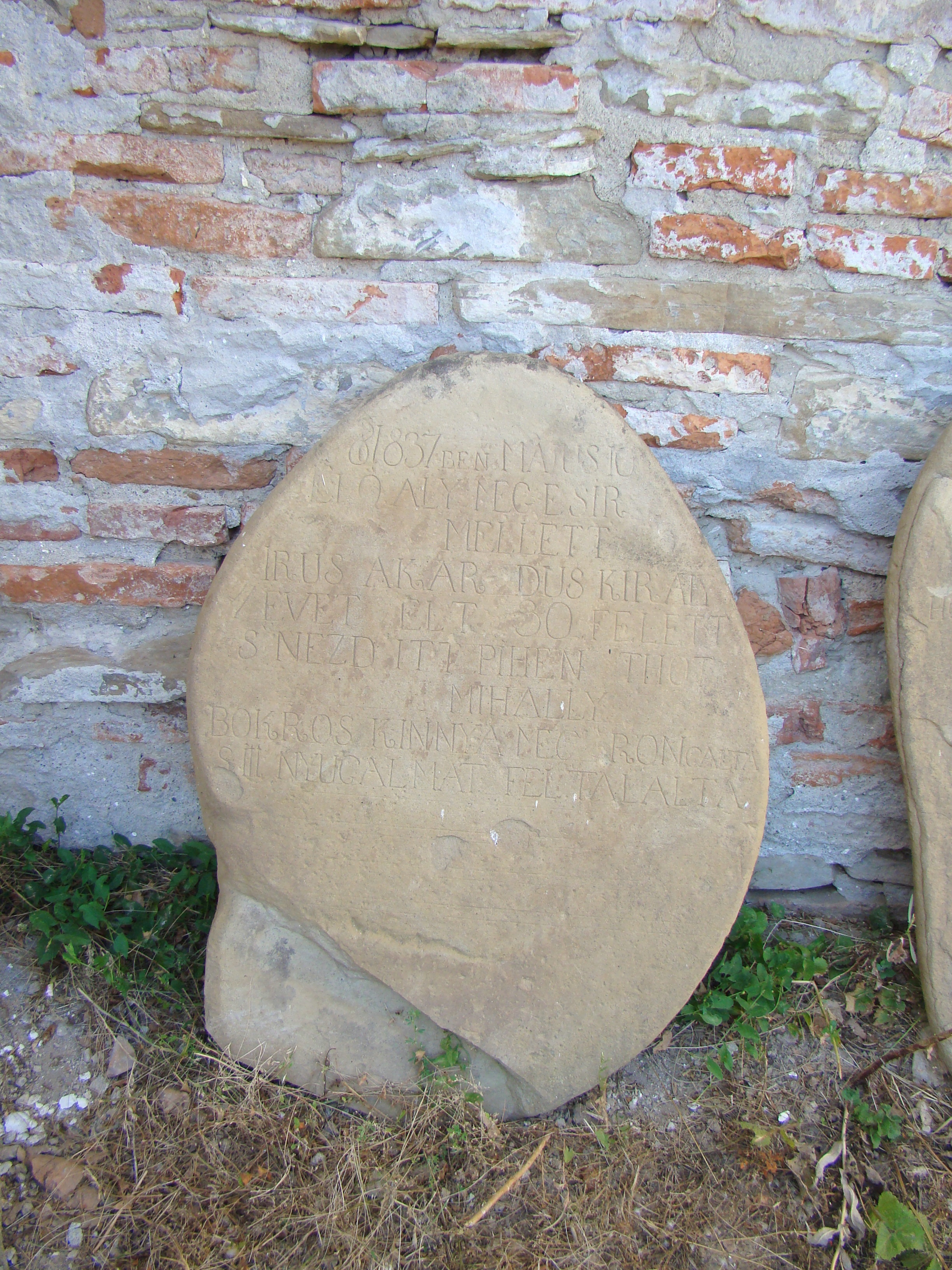
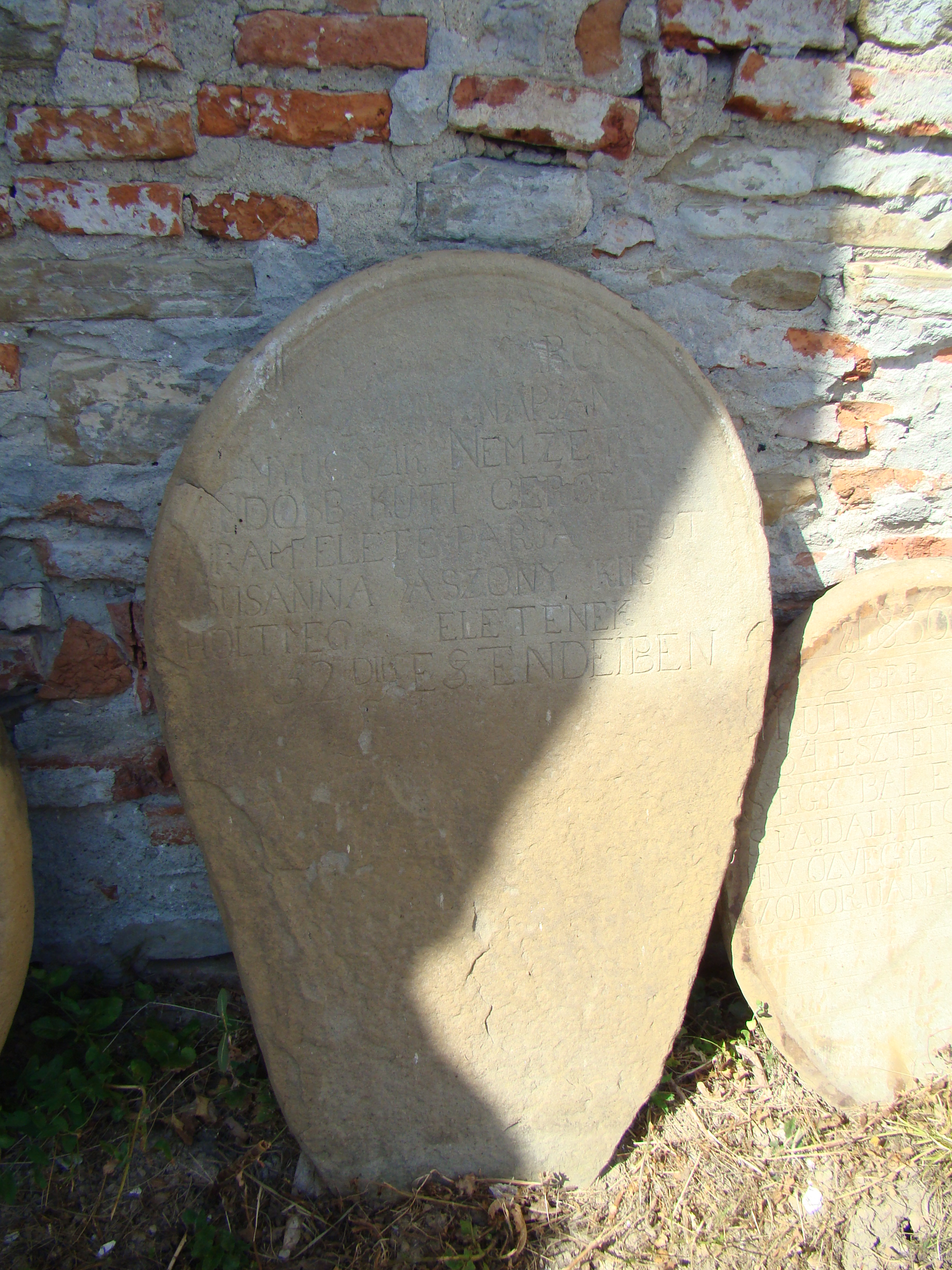
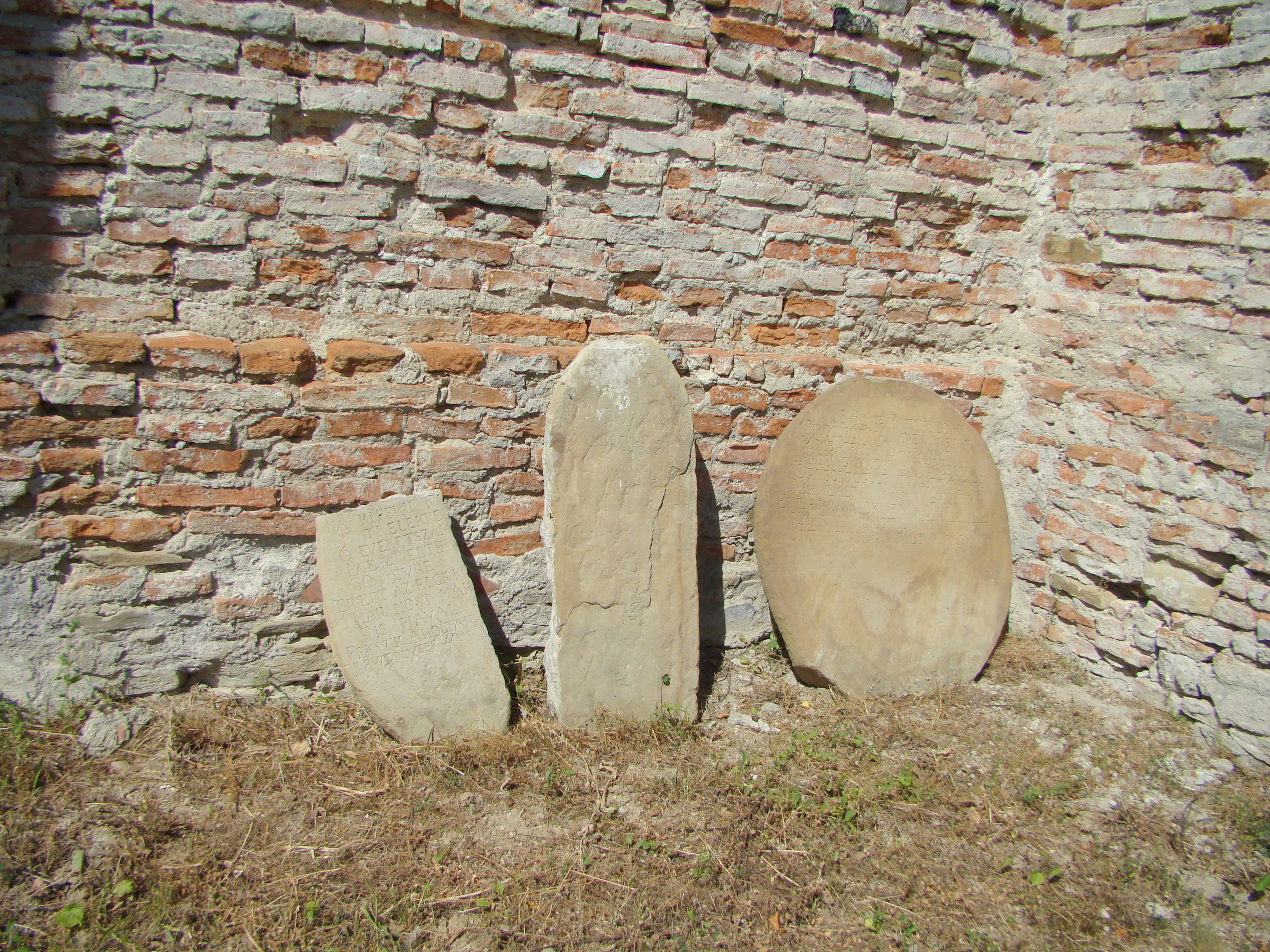
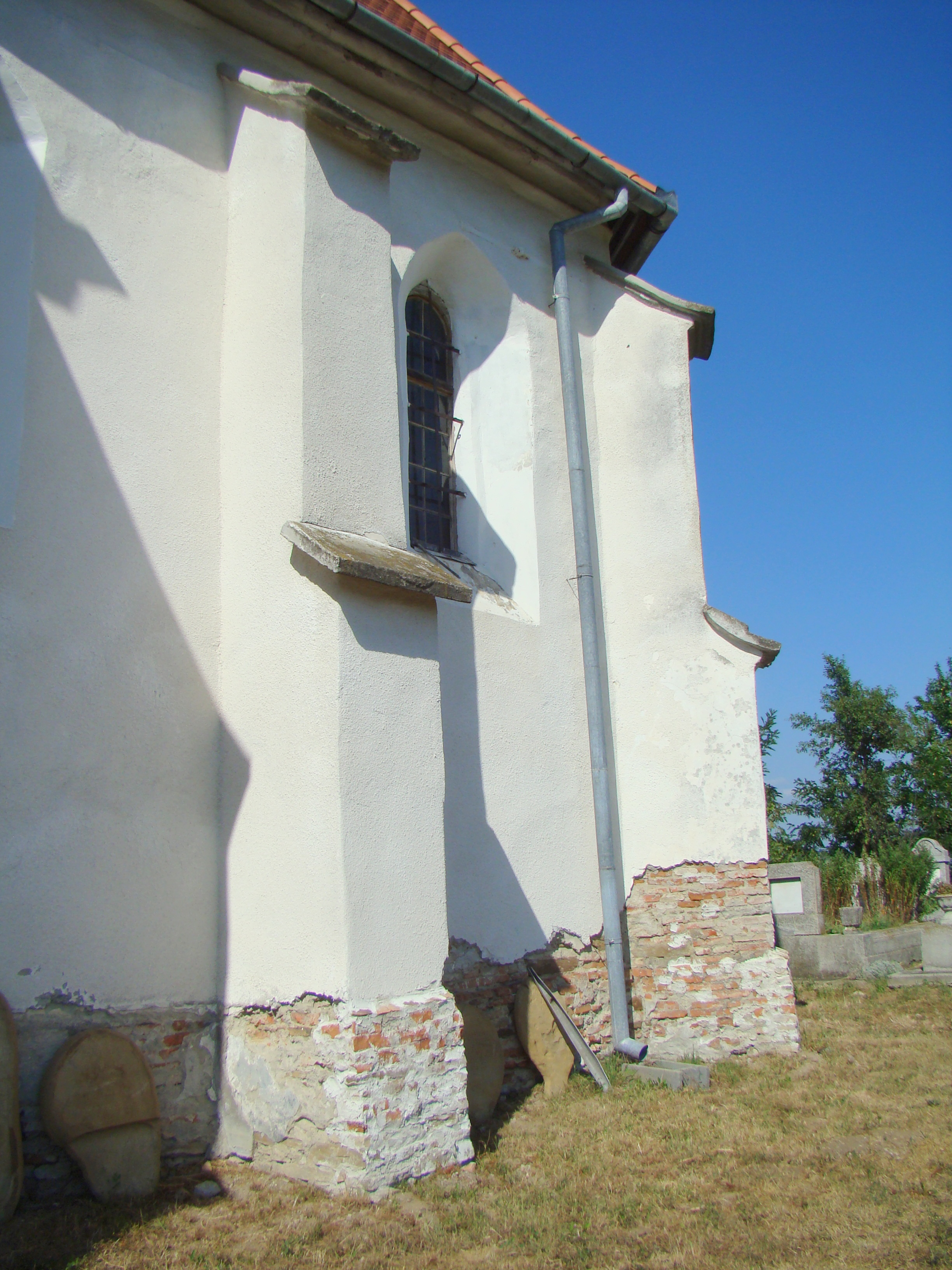
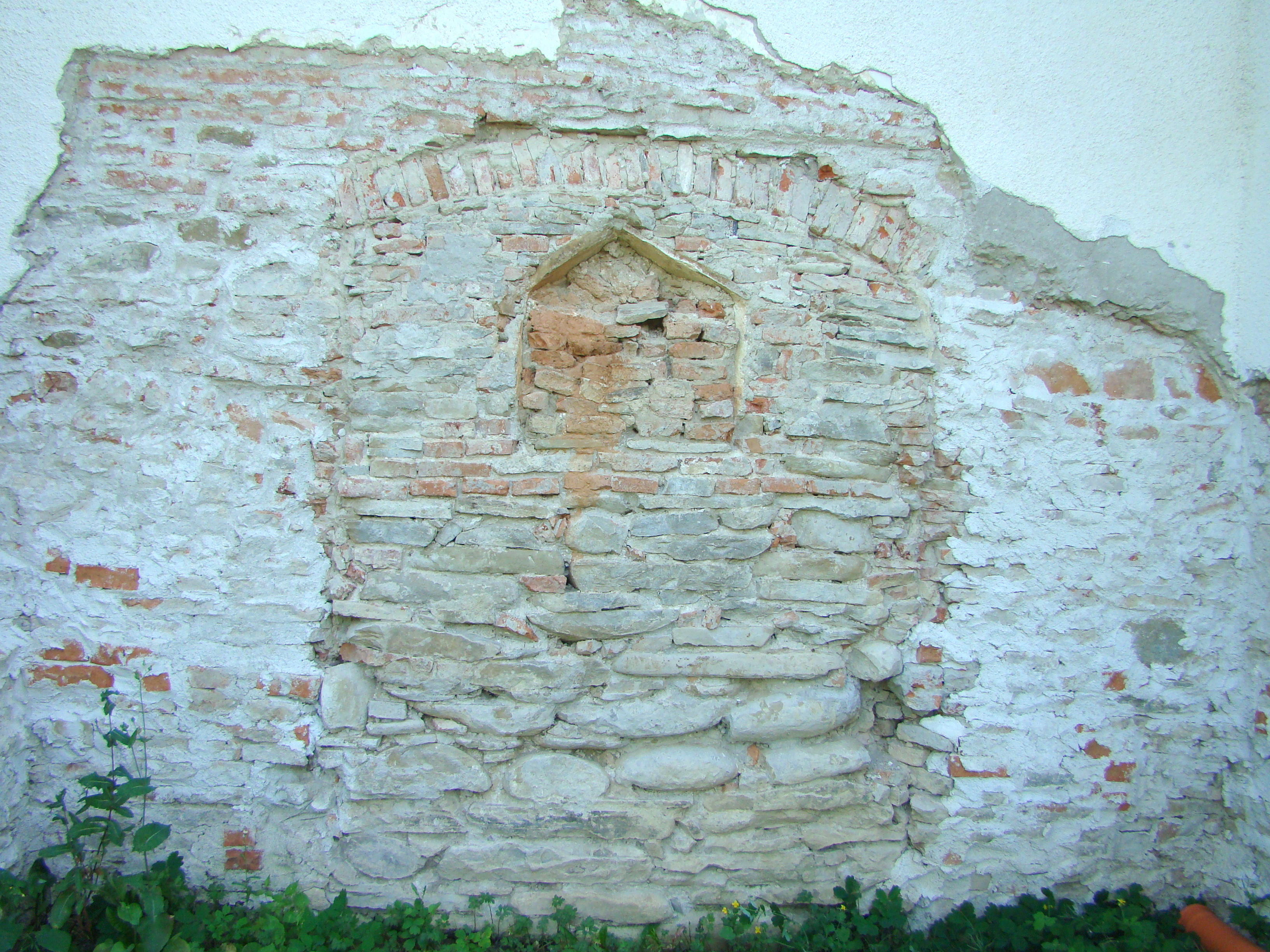
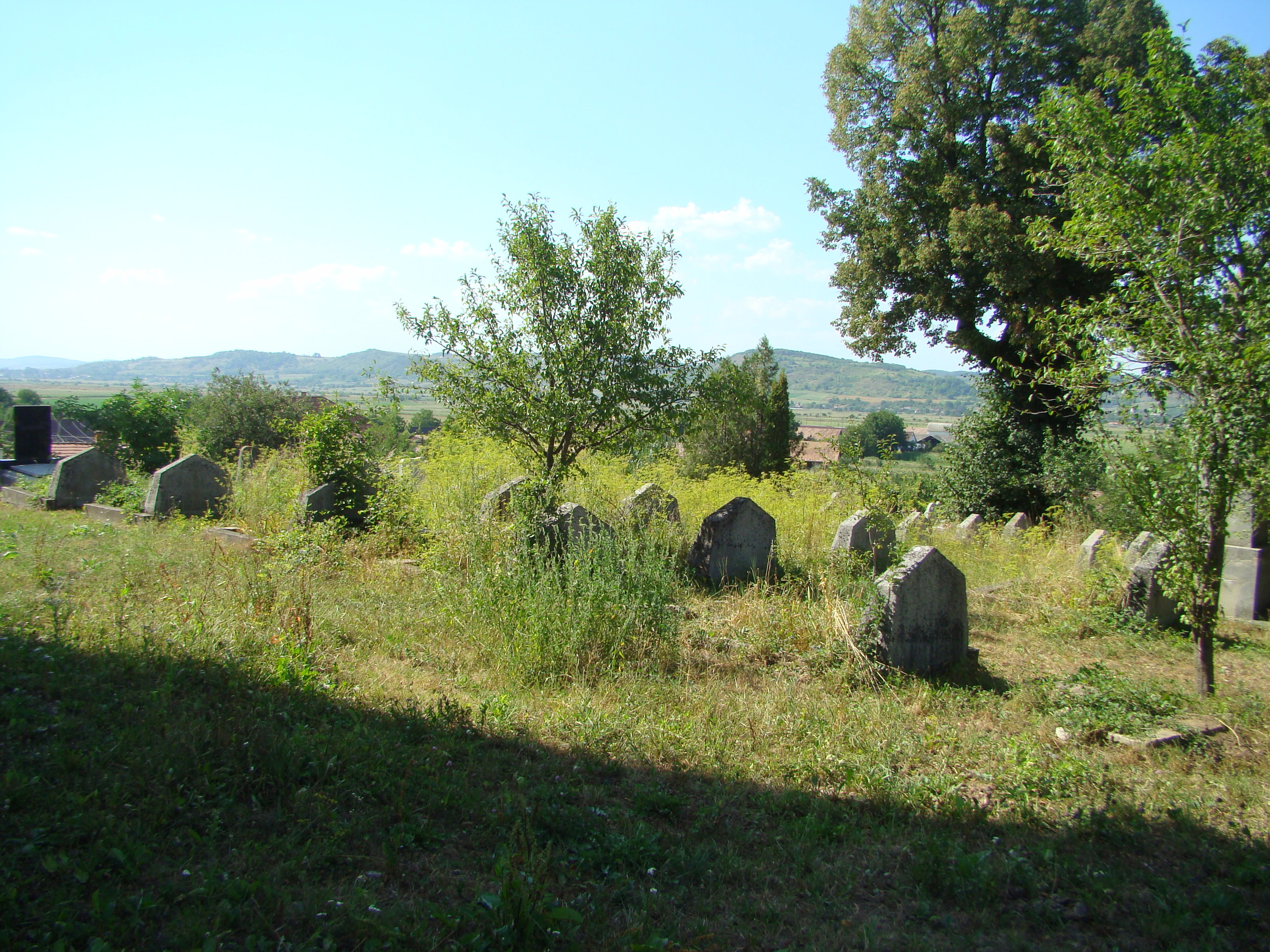
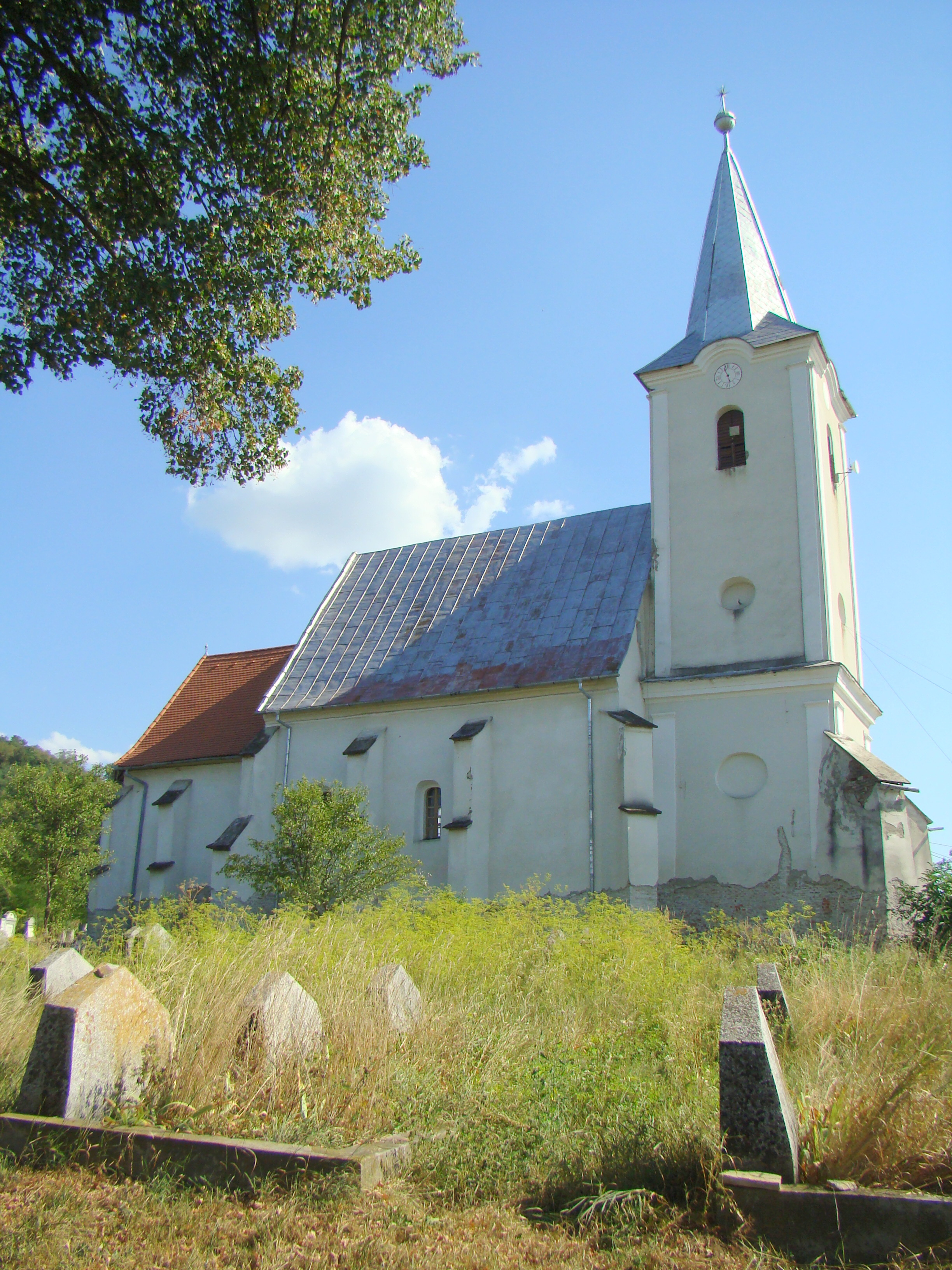
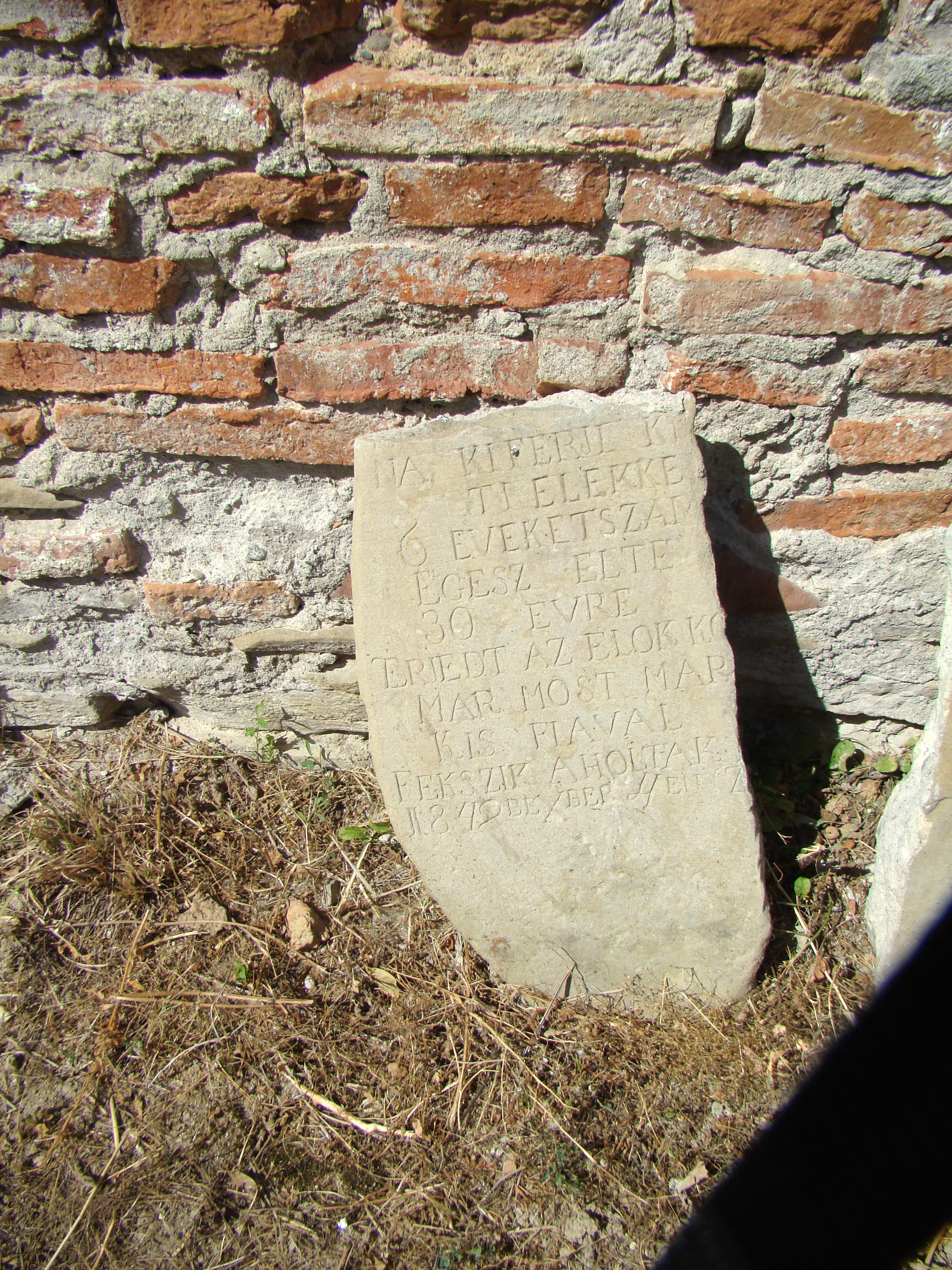
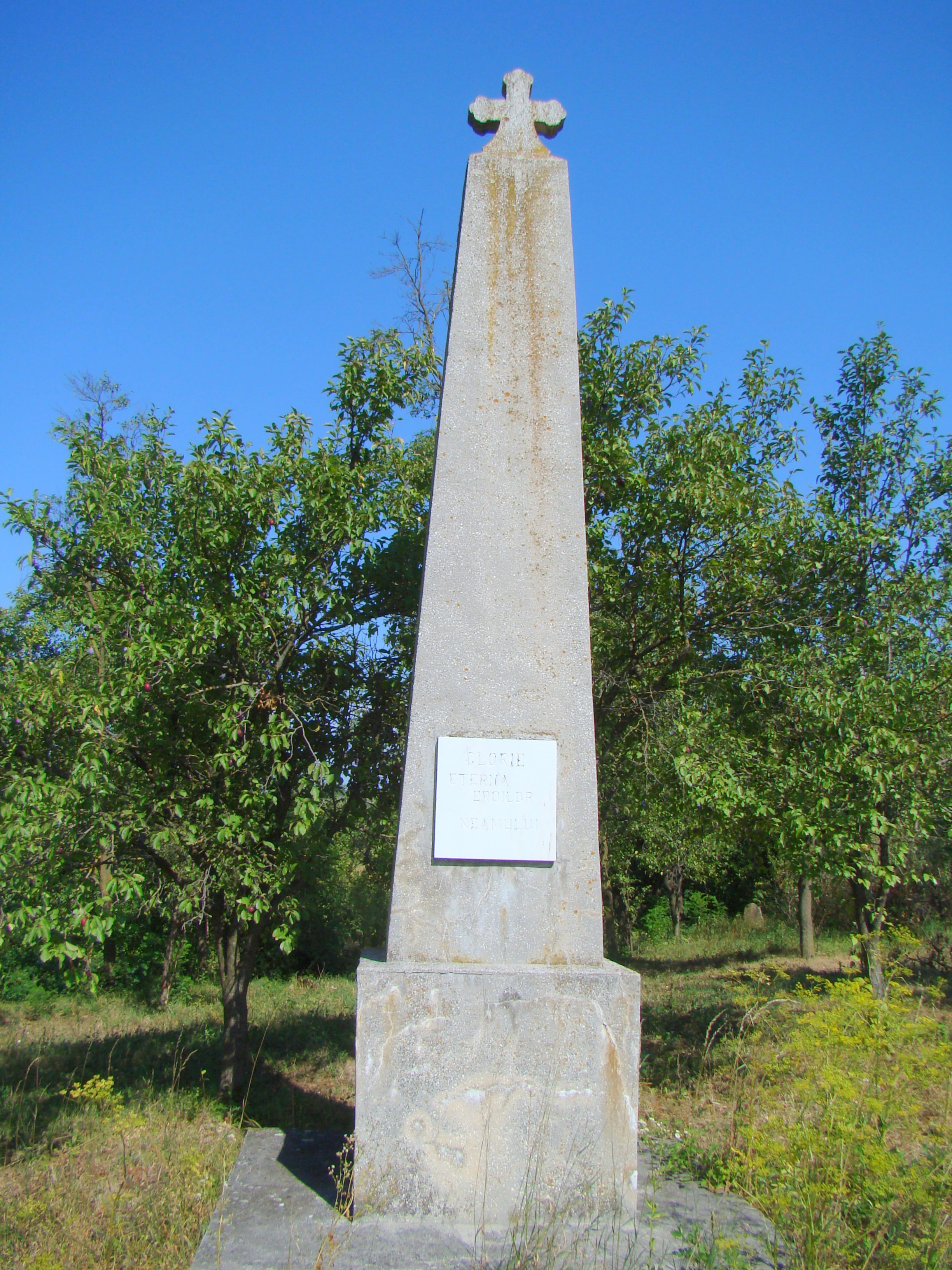
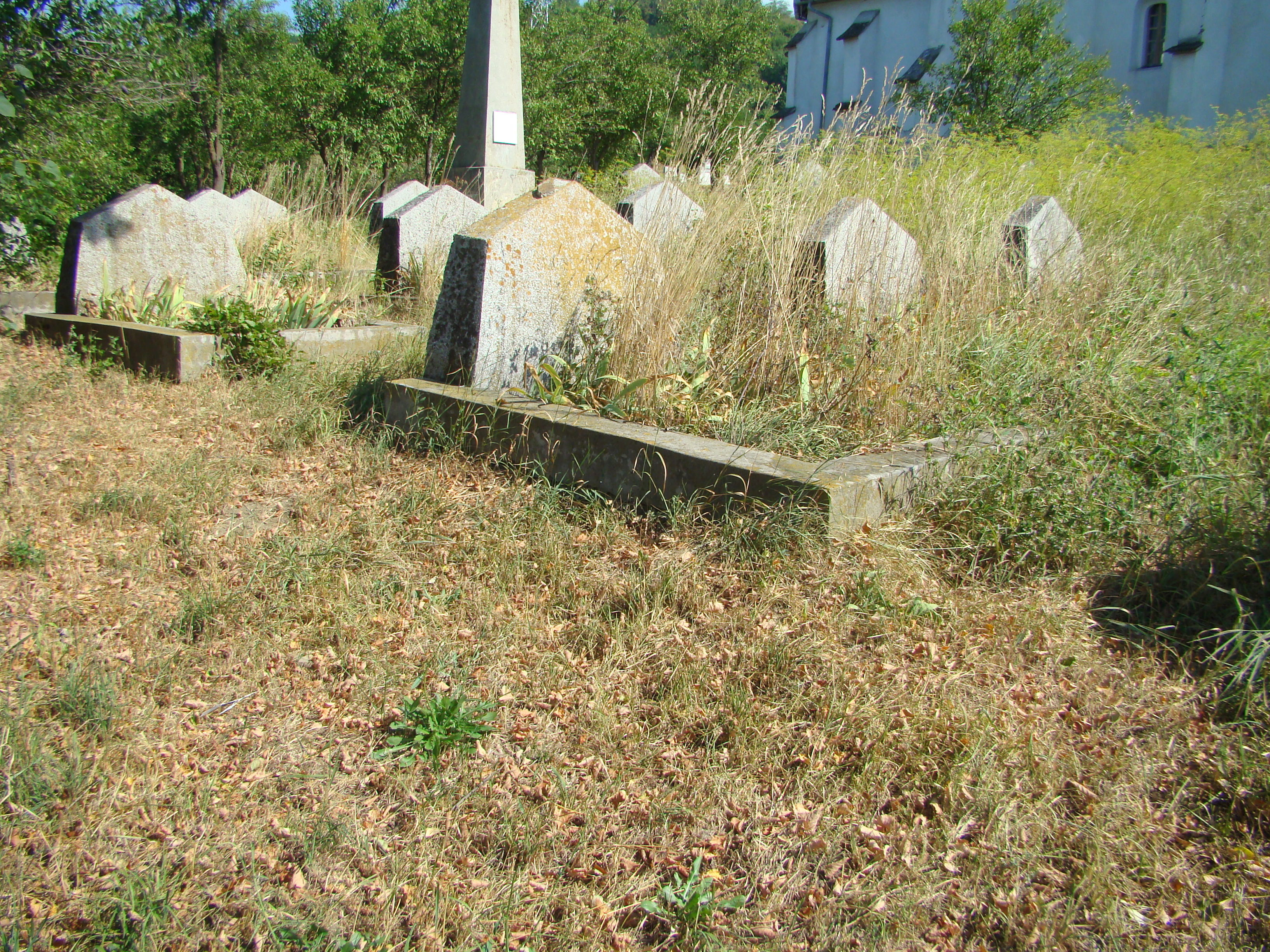
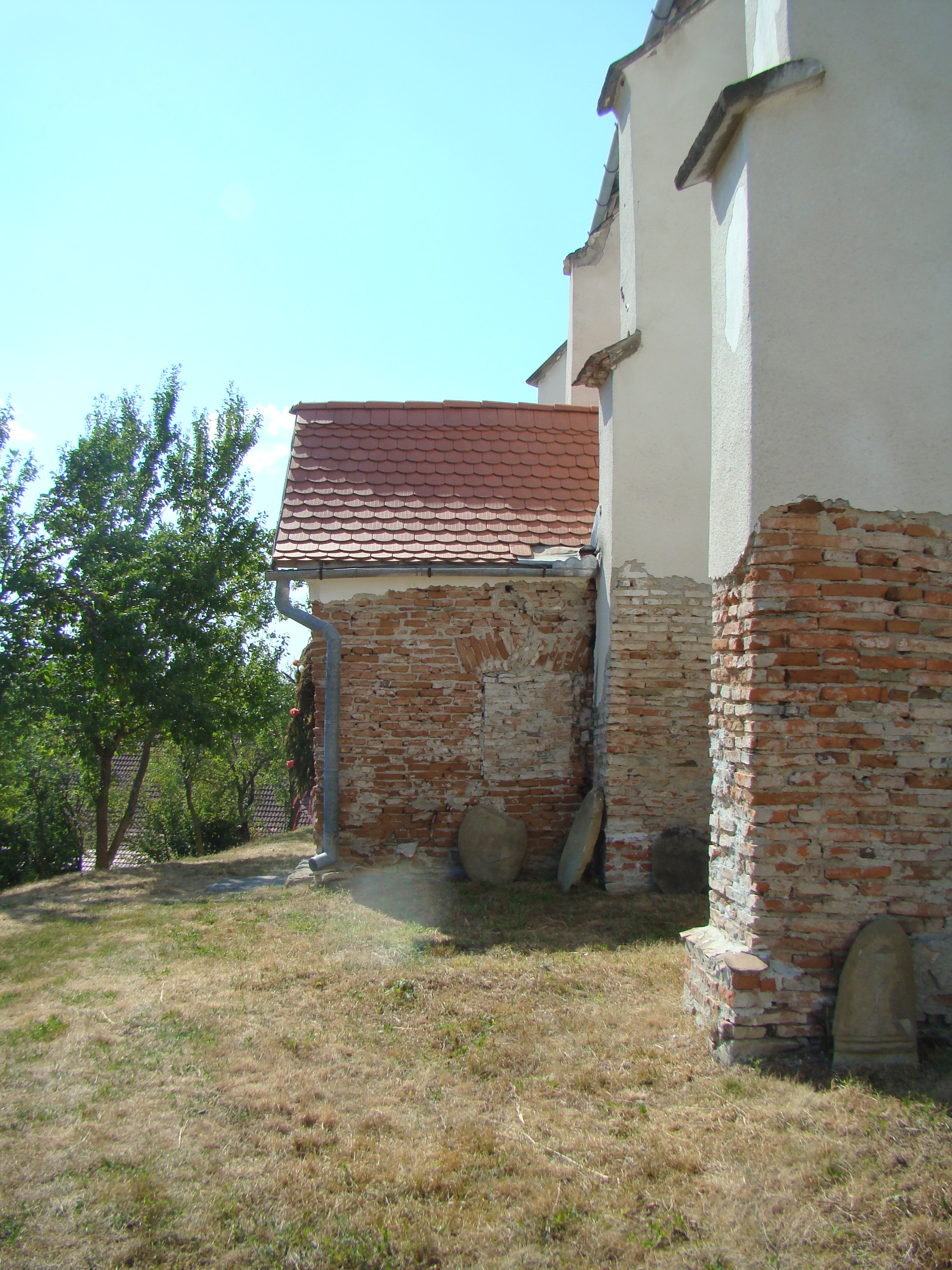
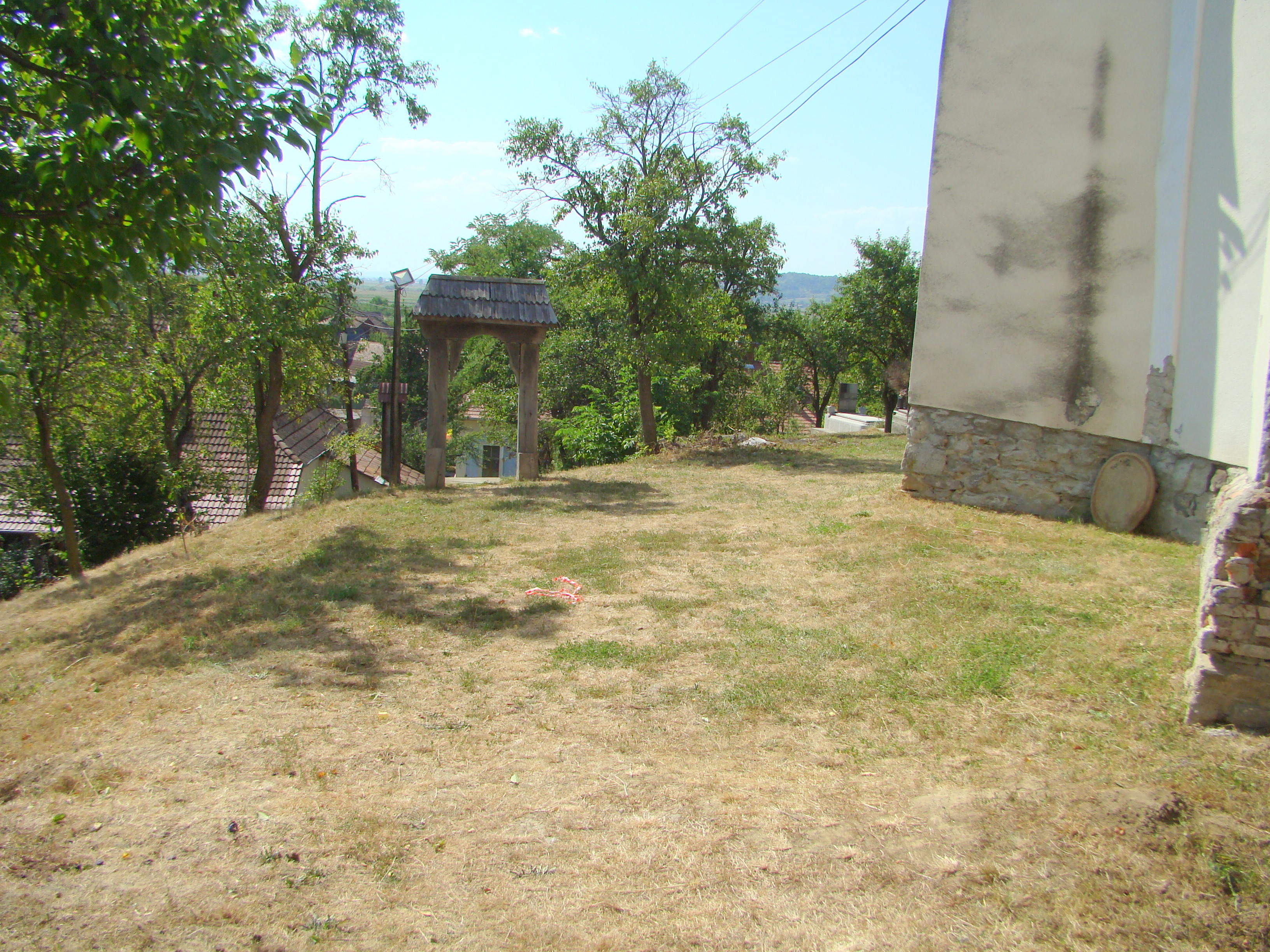
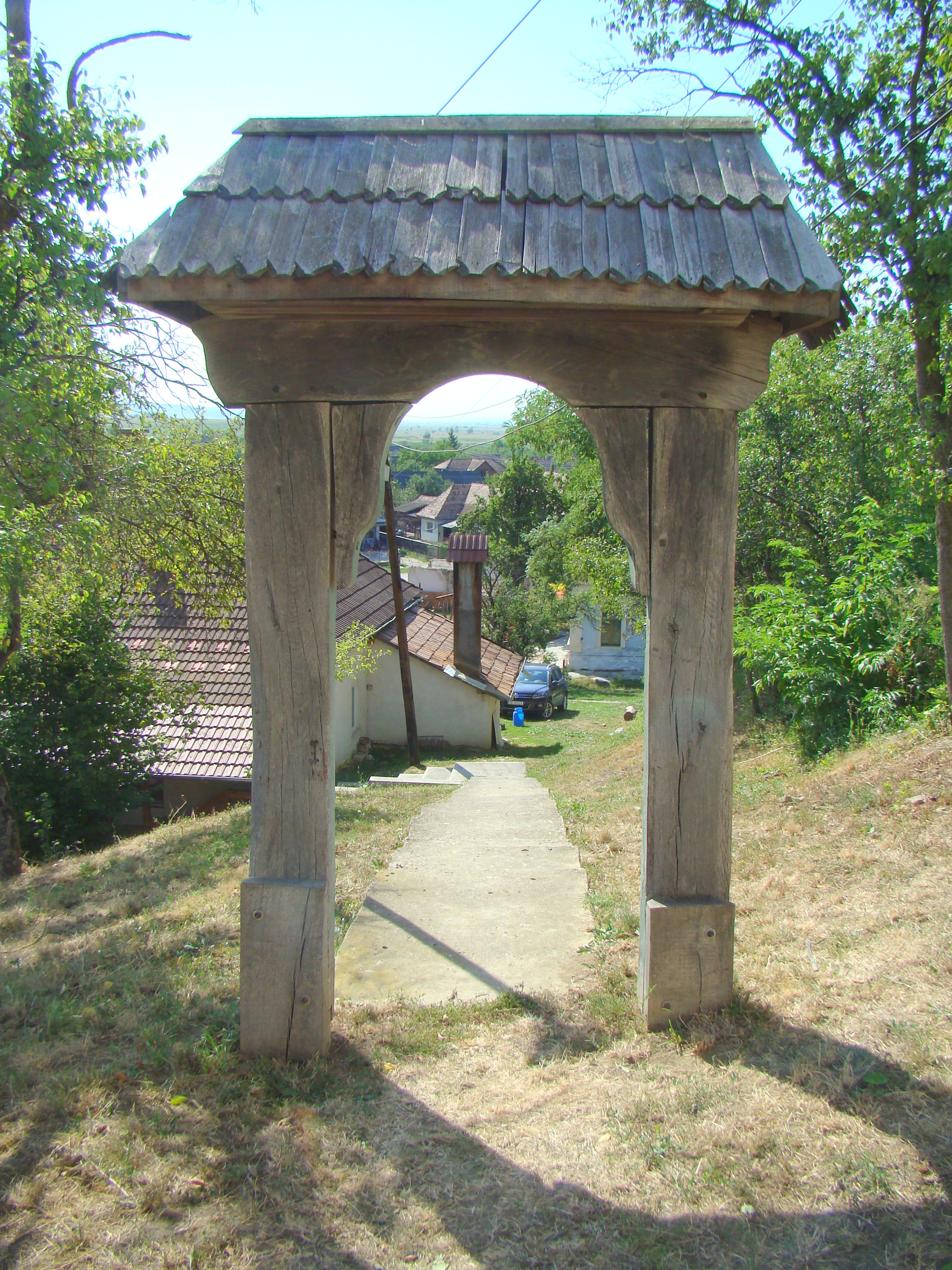
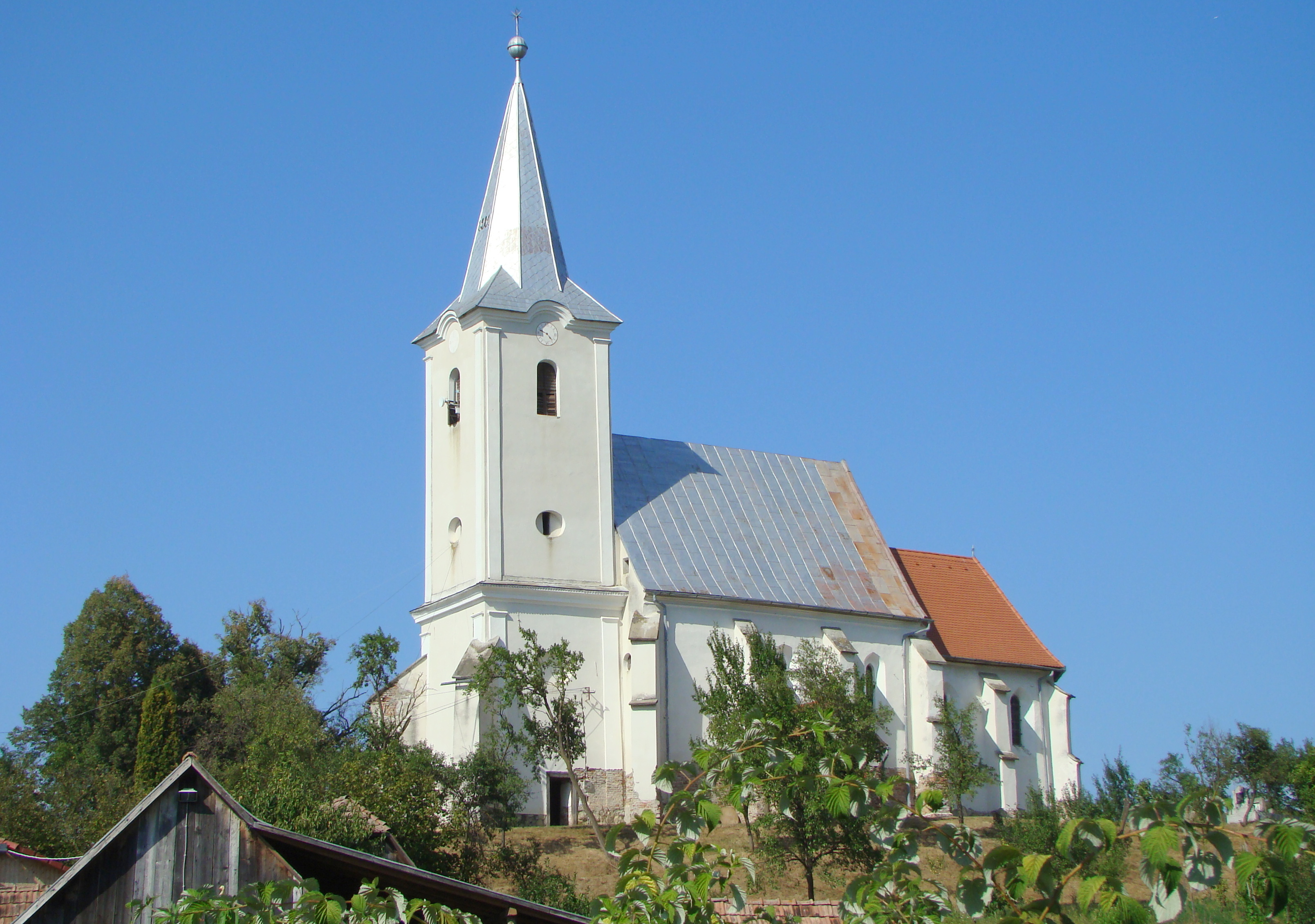

## Imagini din interior

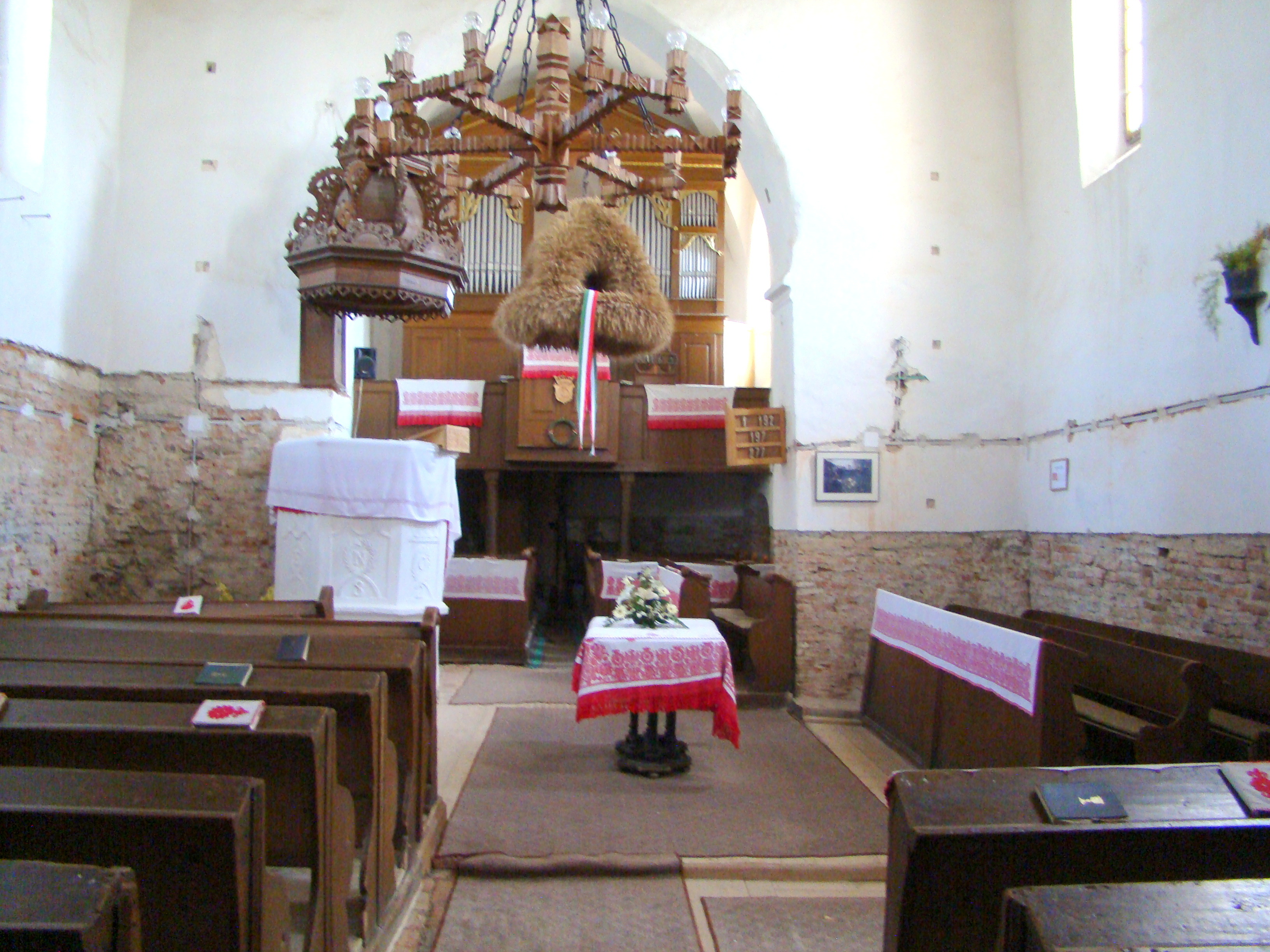
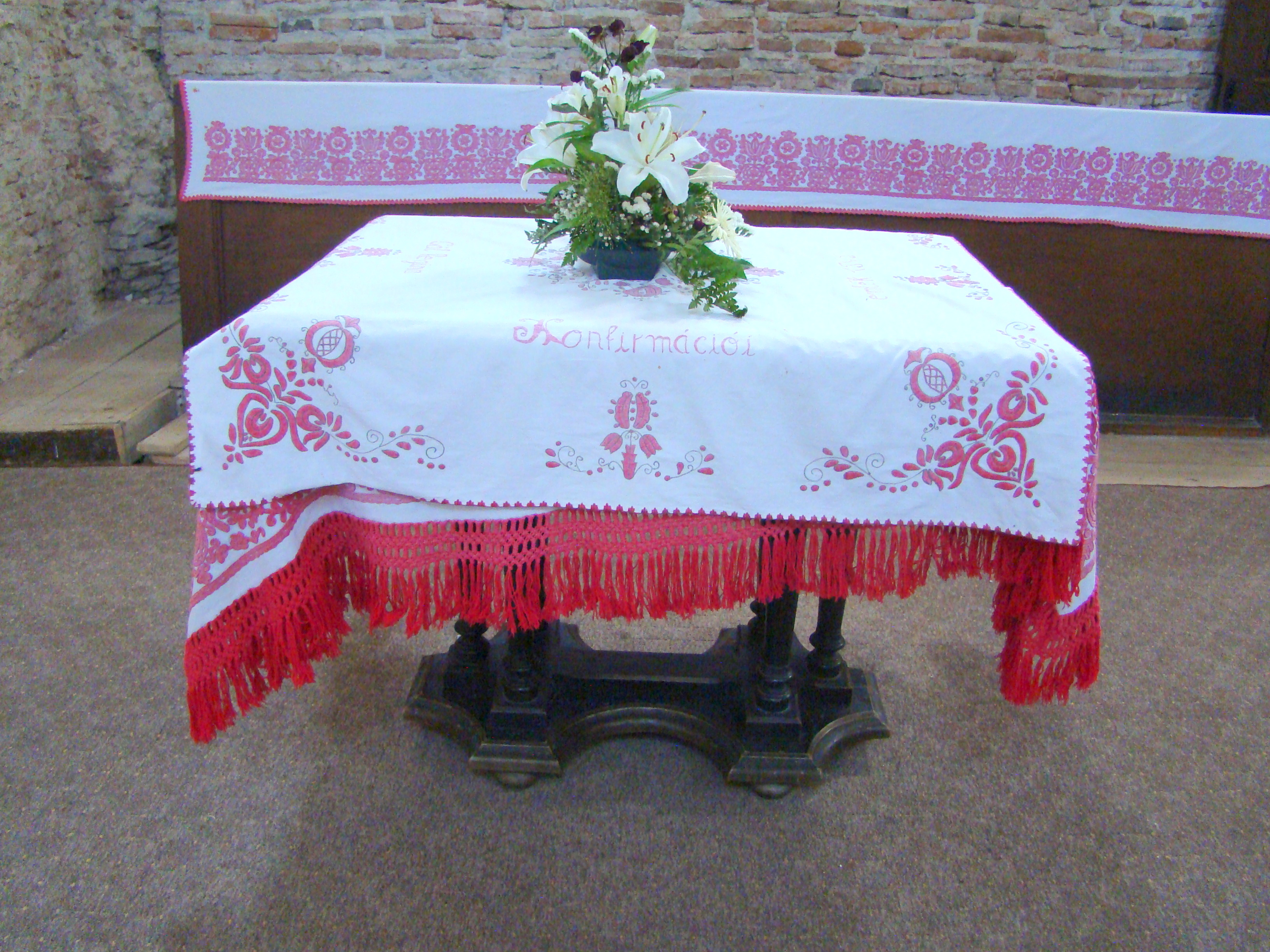
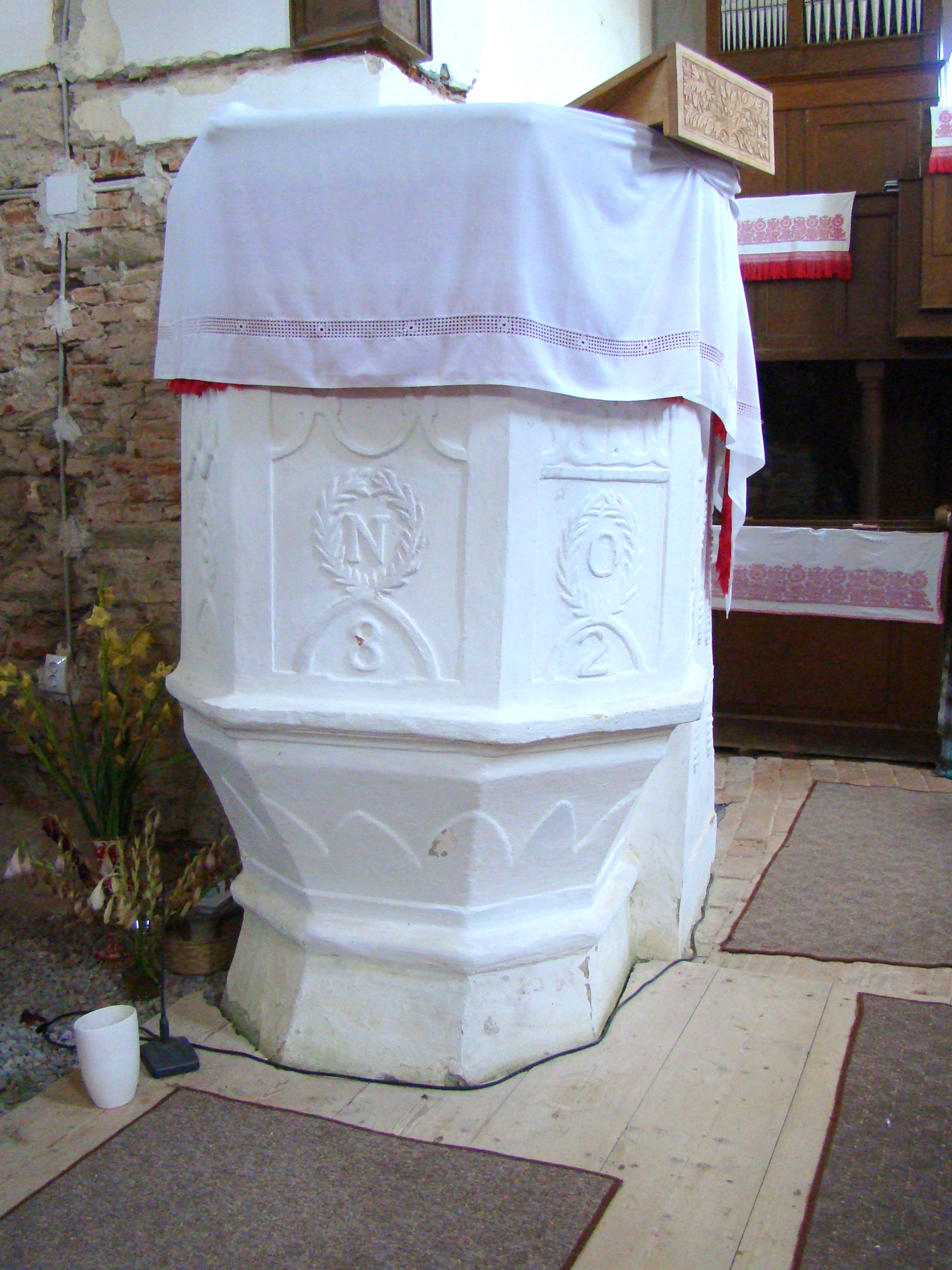
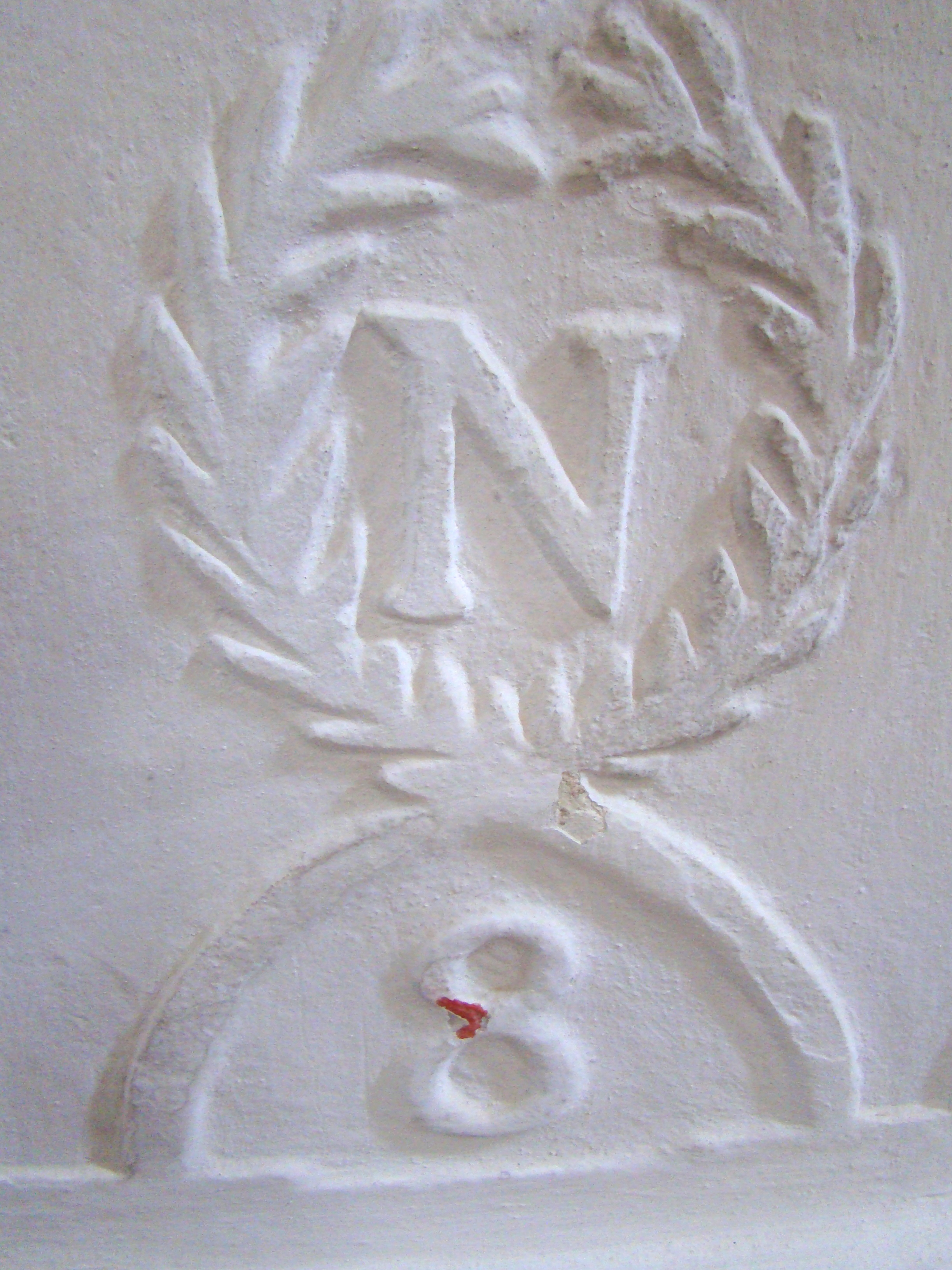
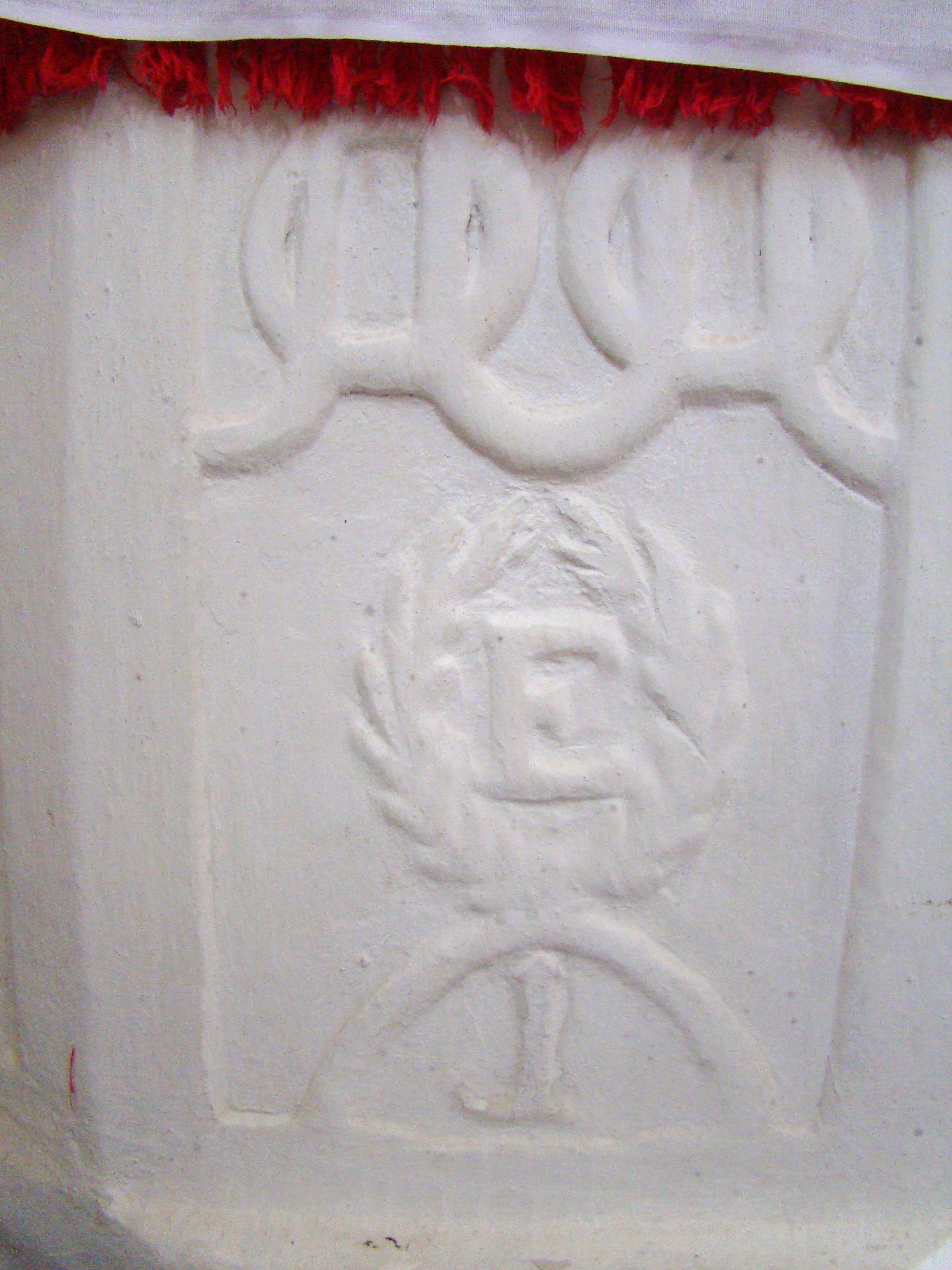
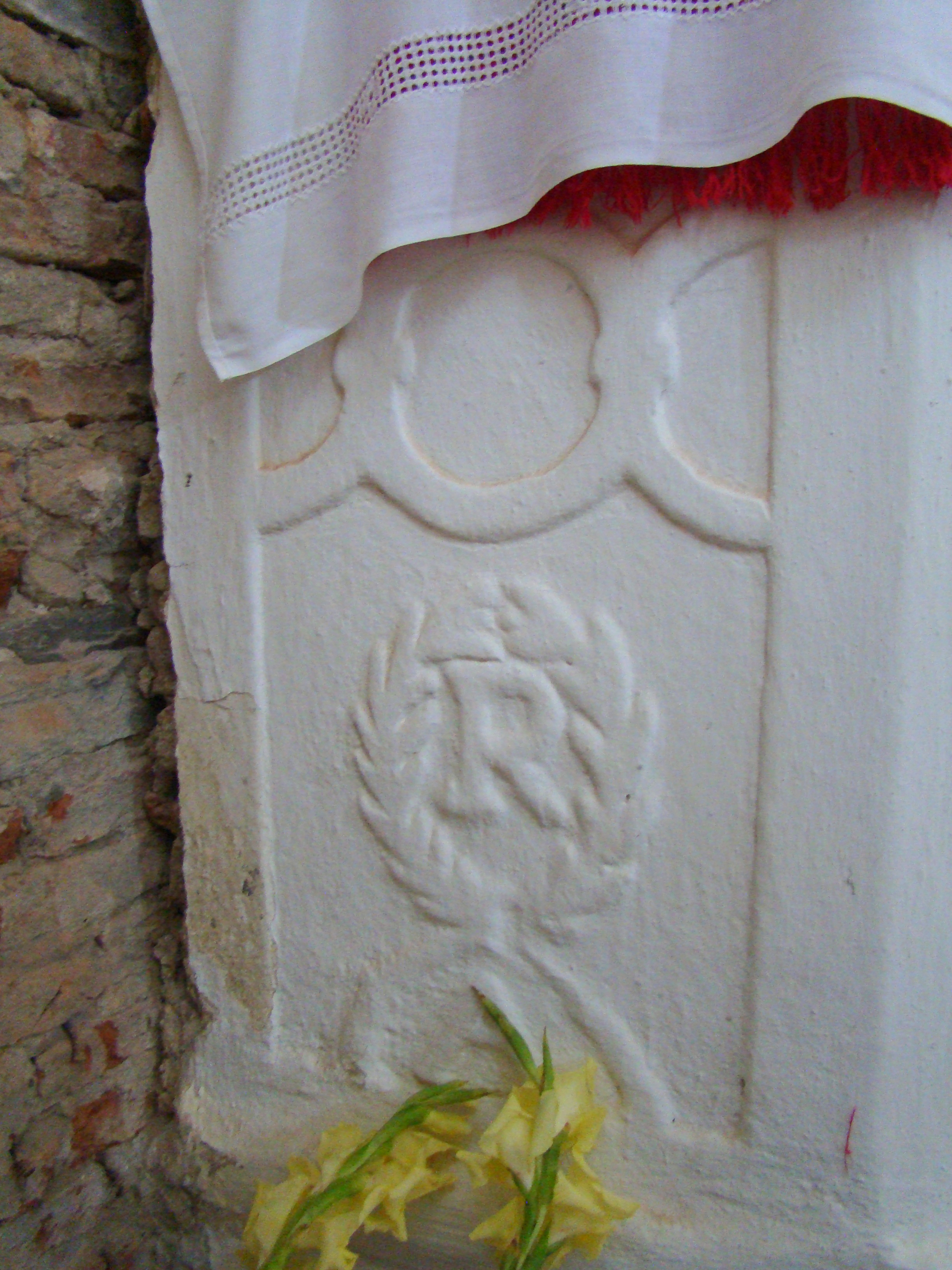
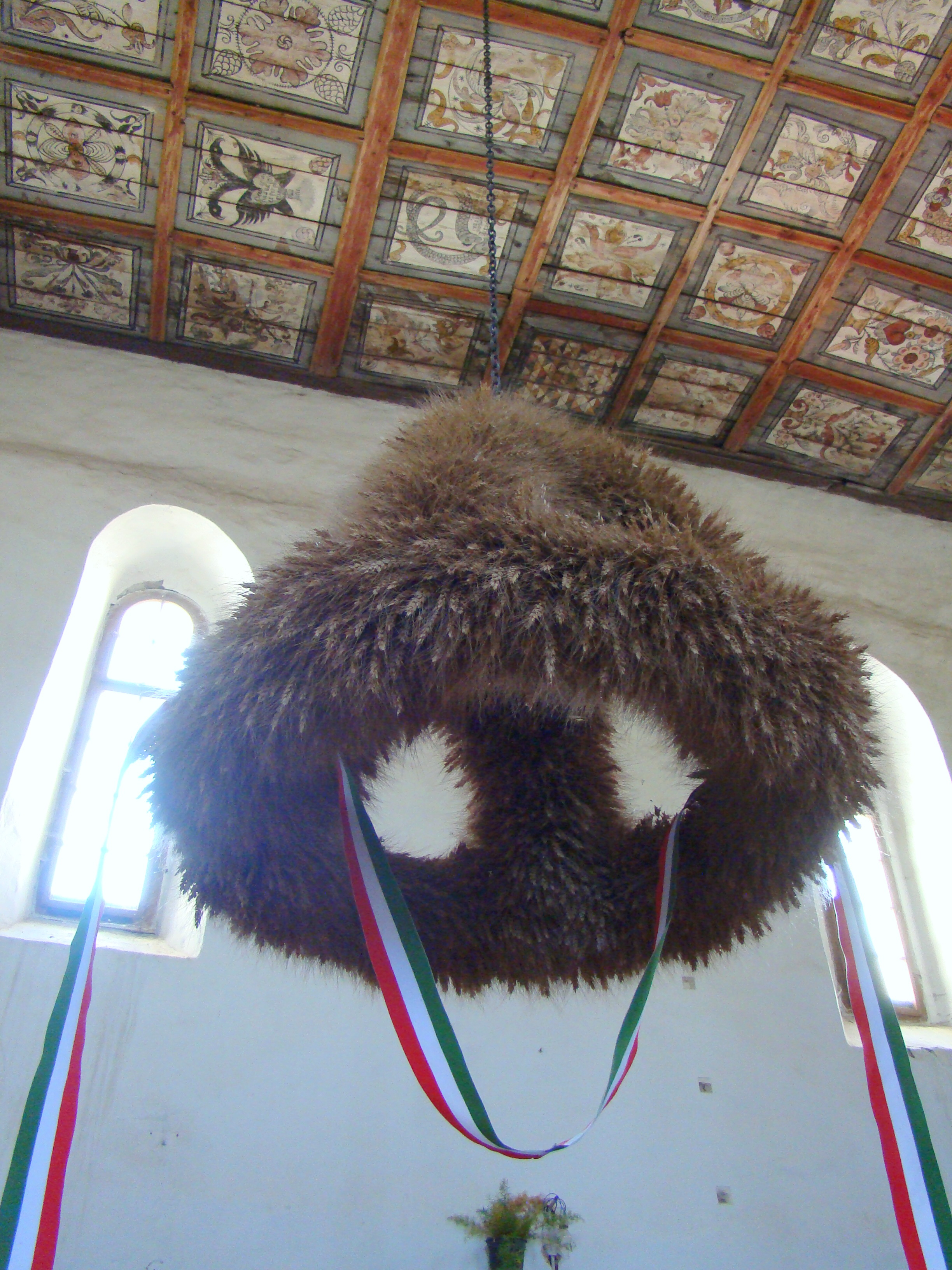
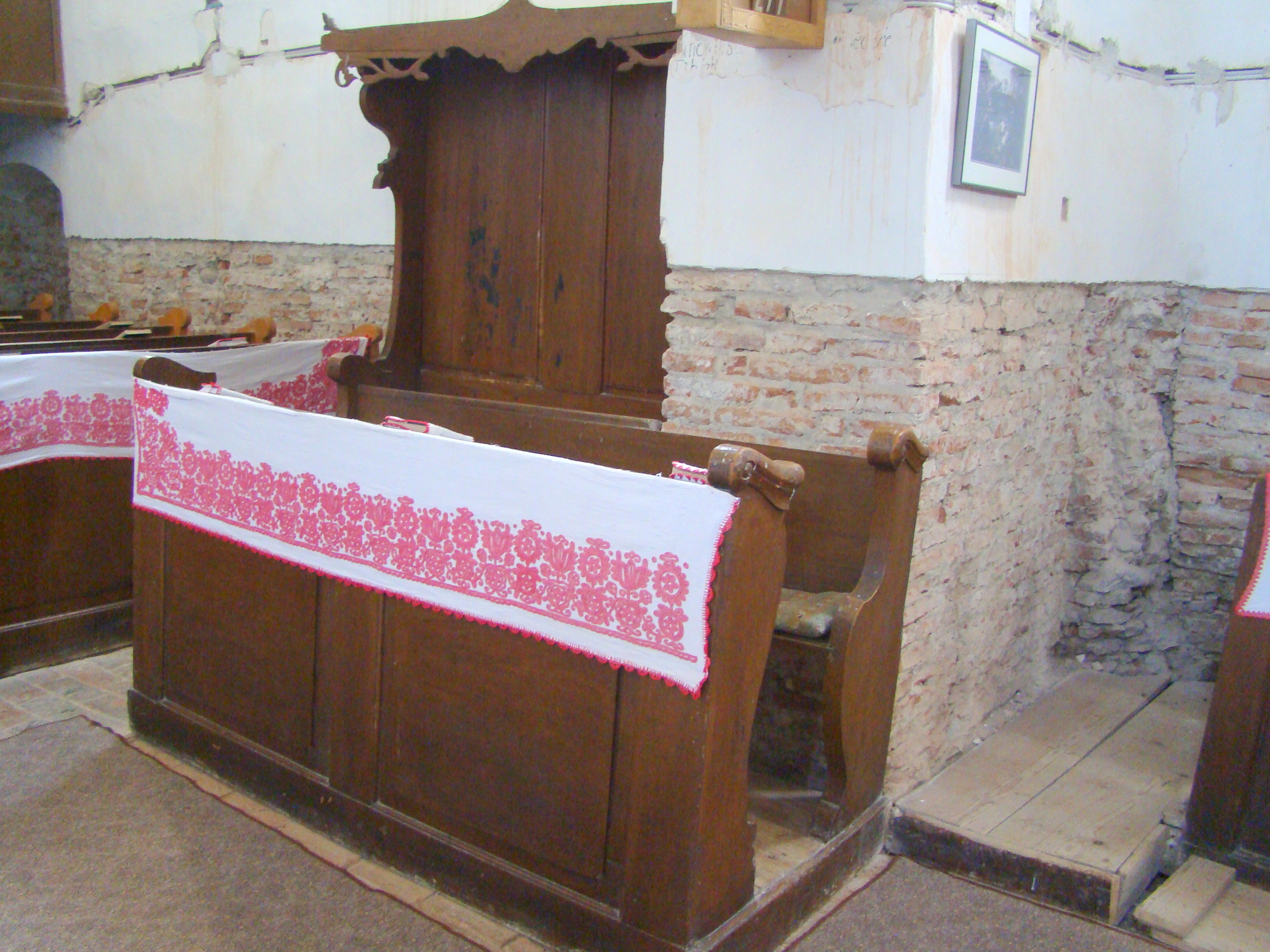
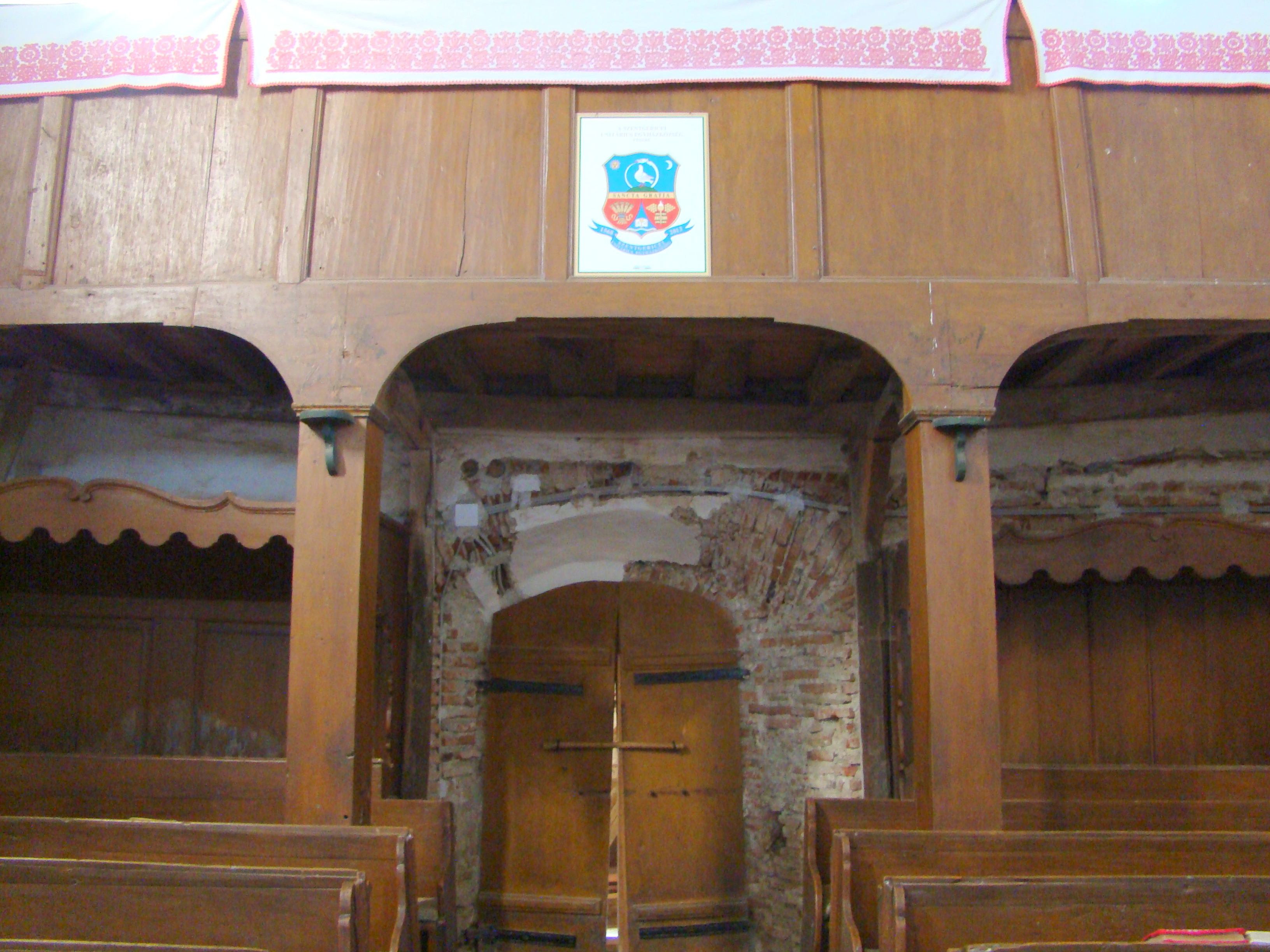
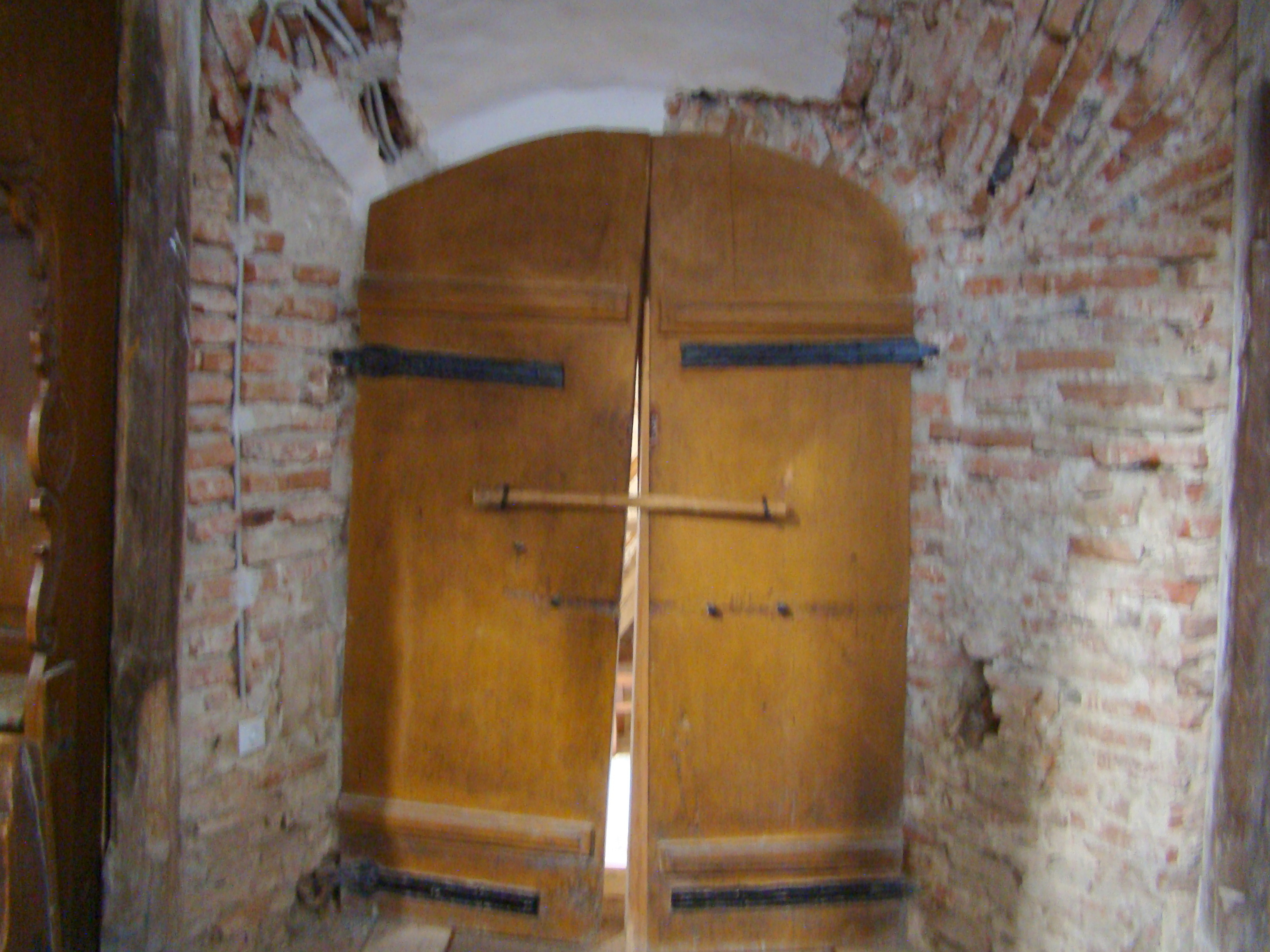
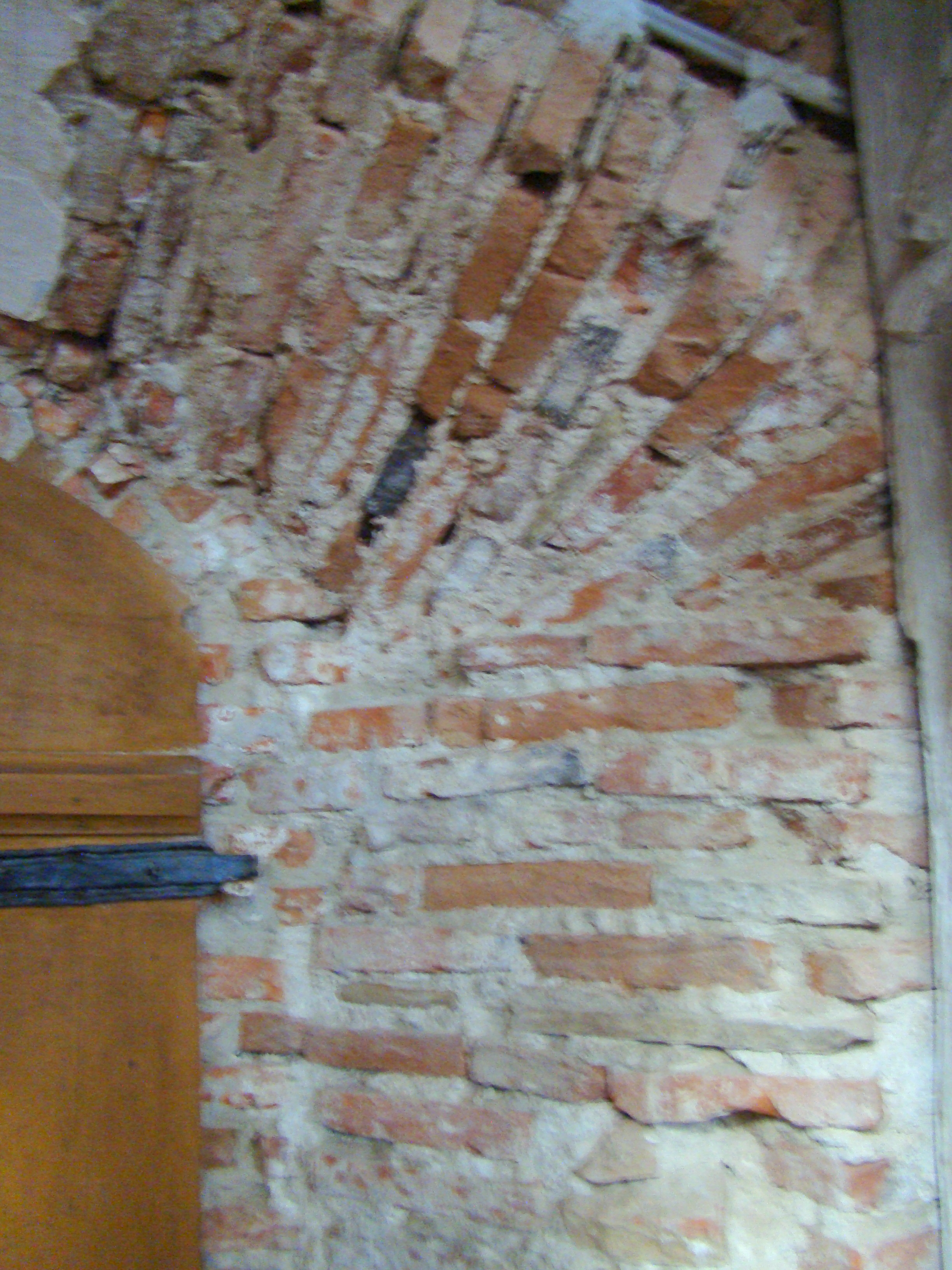
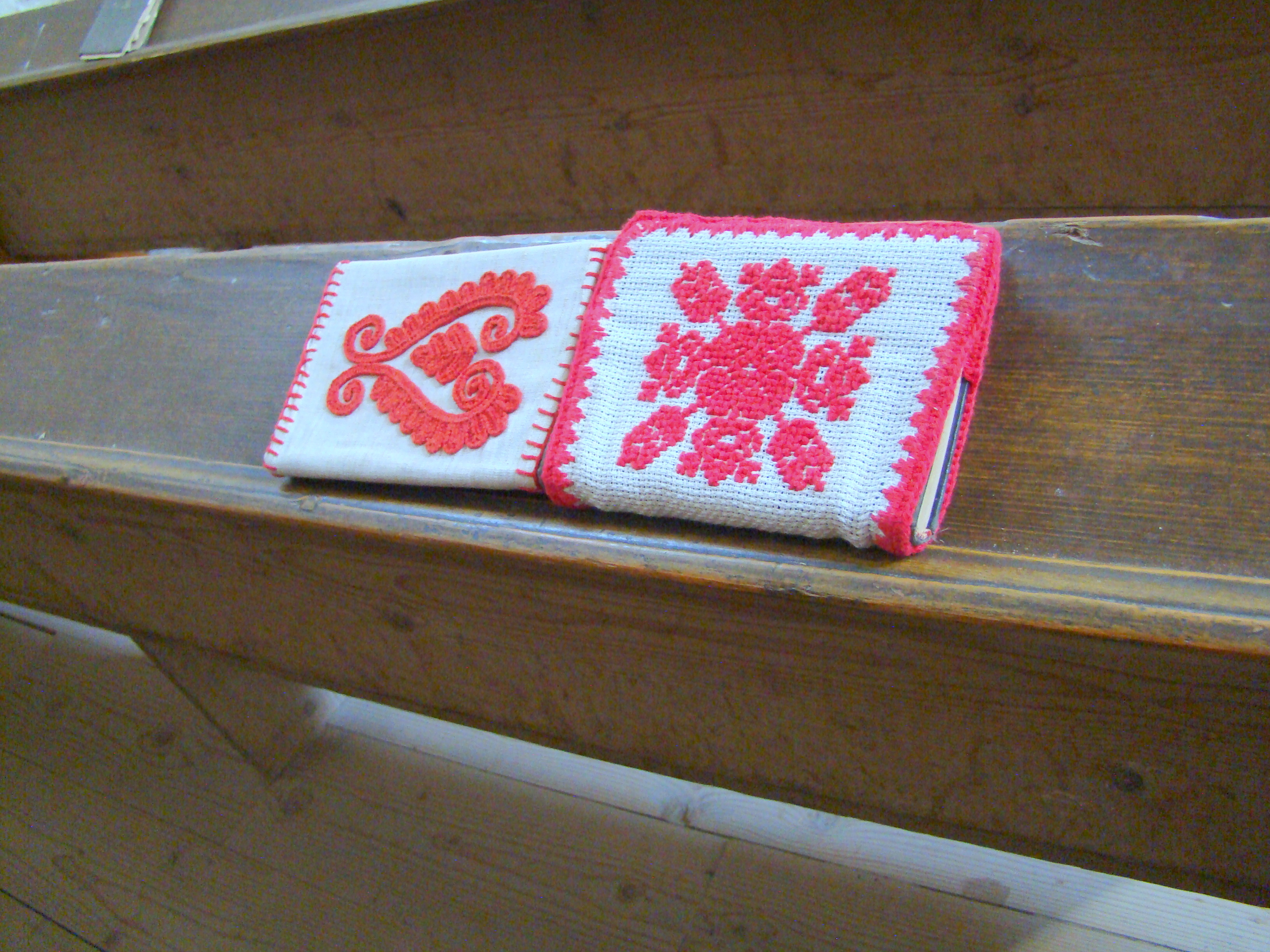
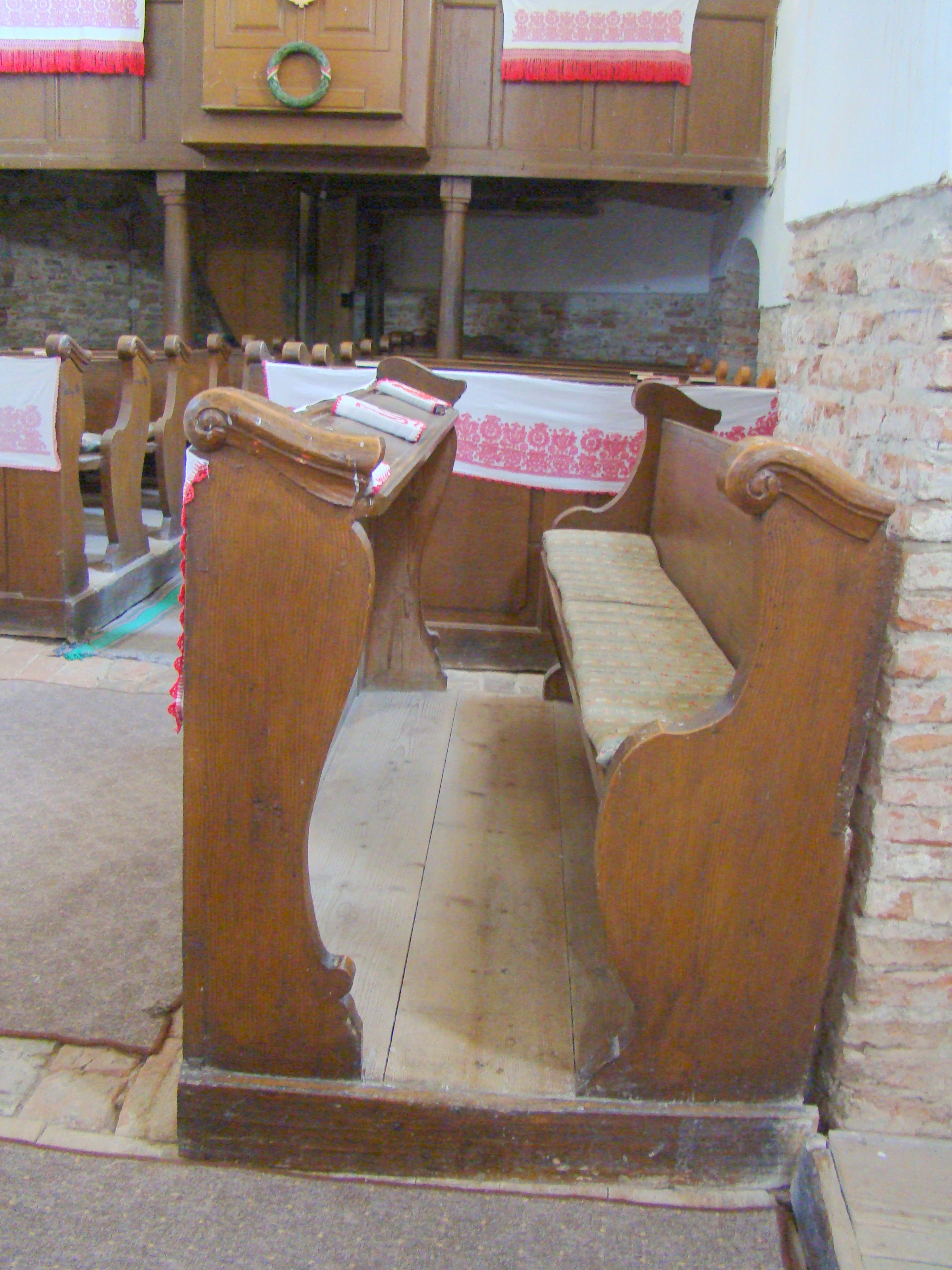
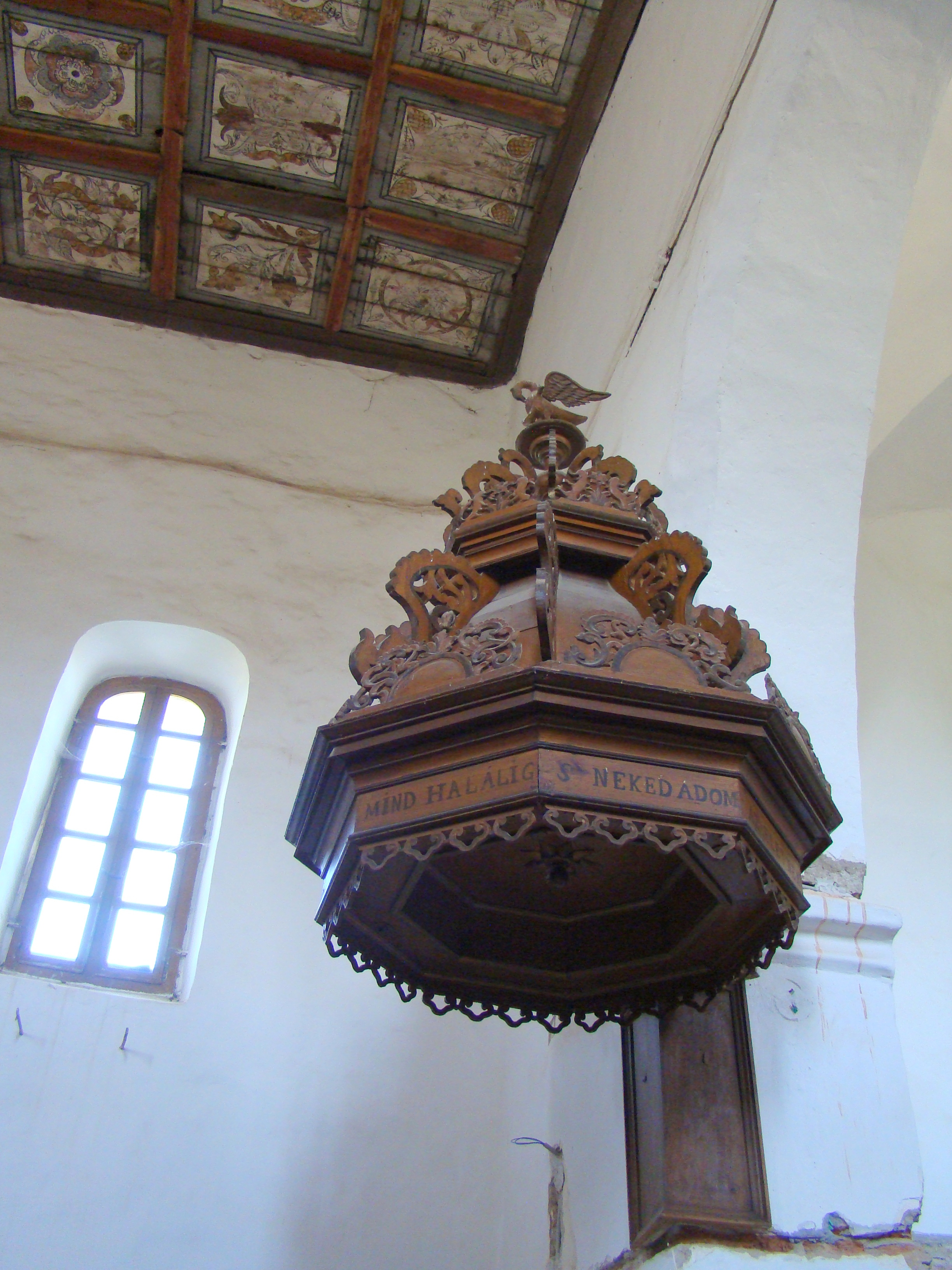
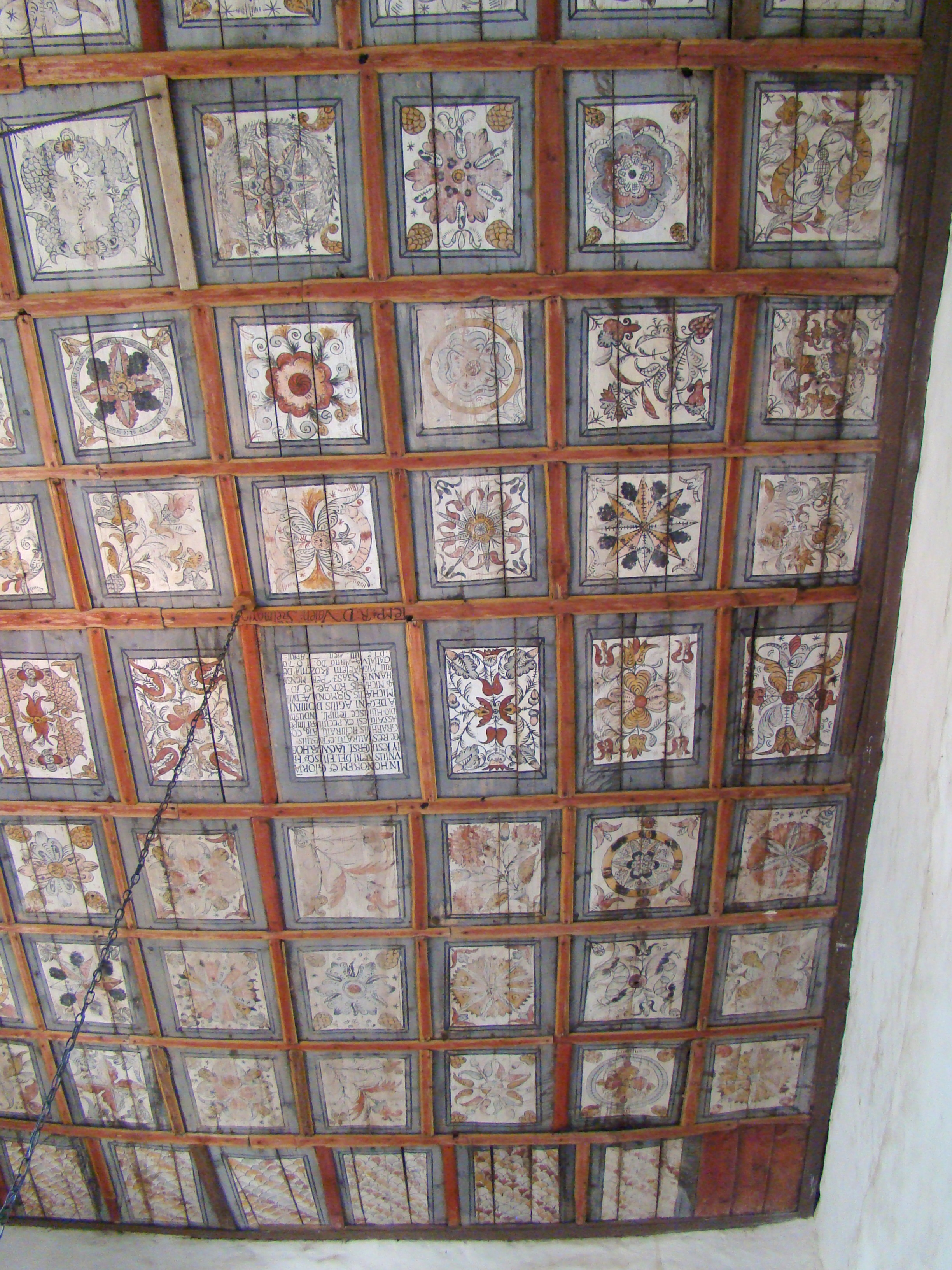
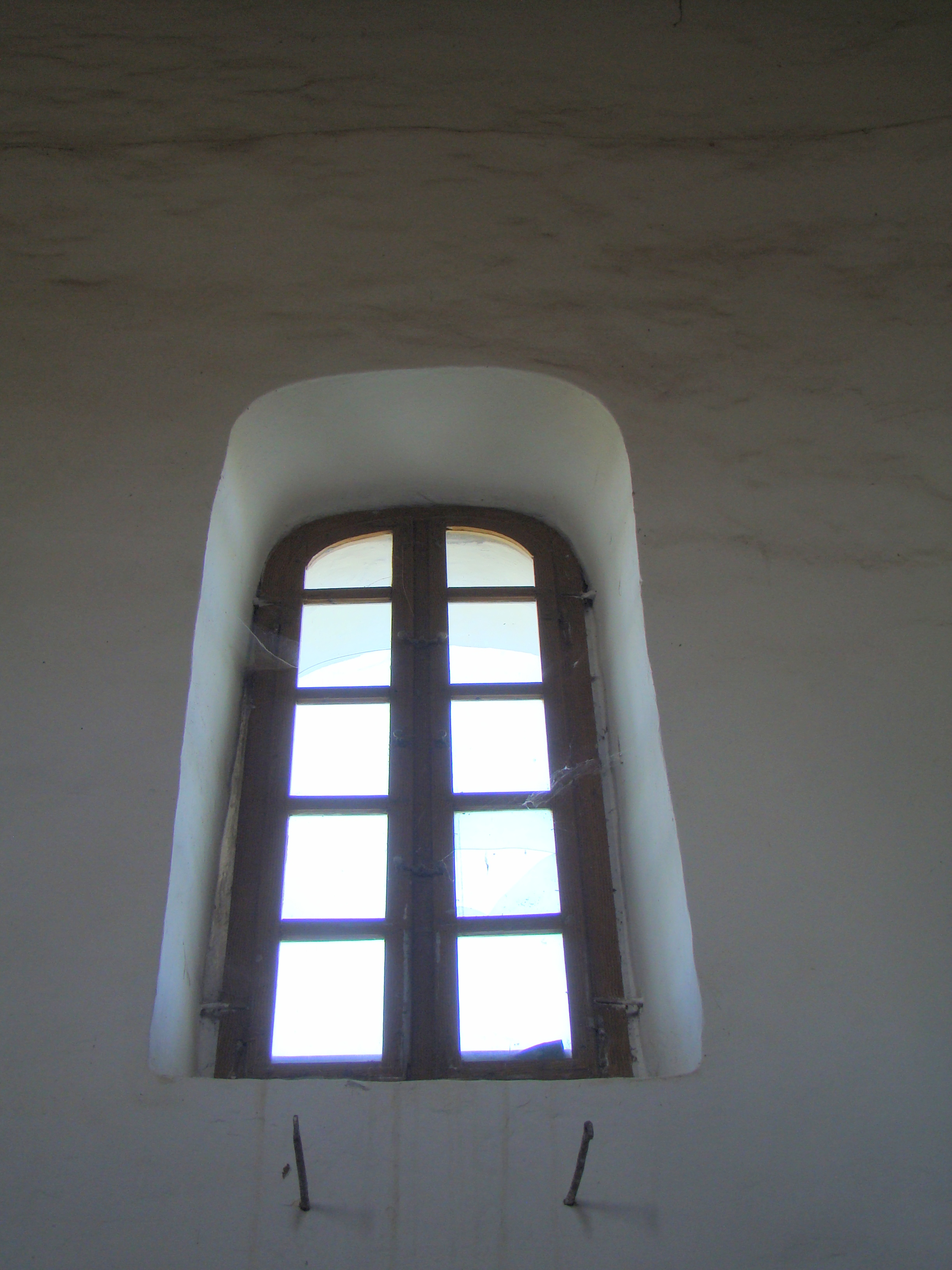
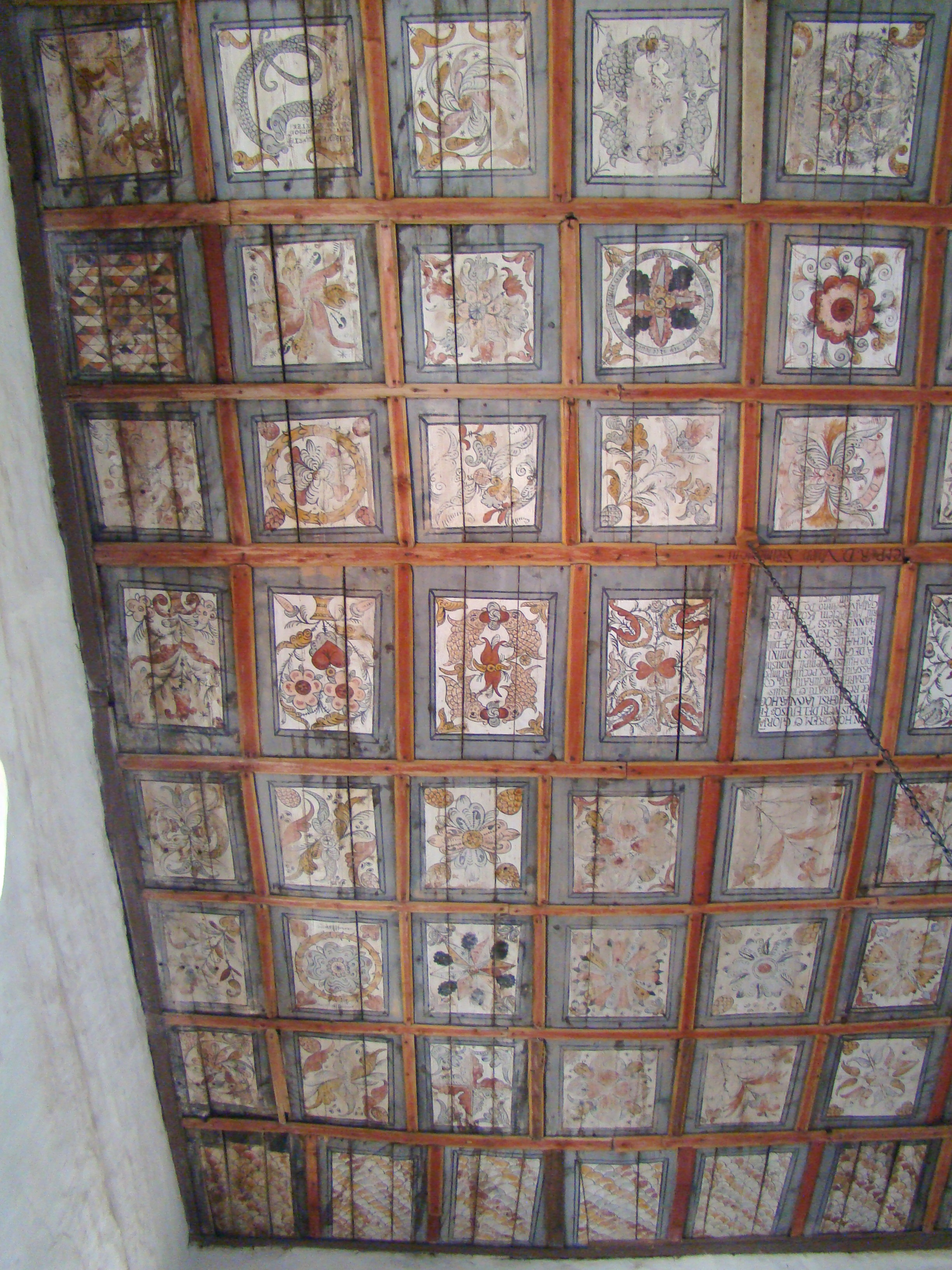
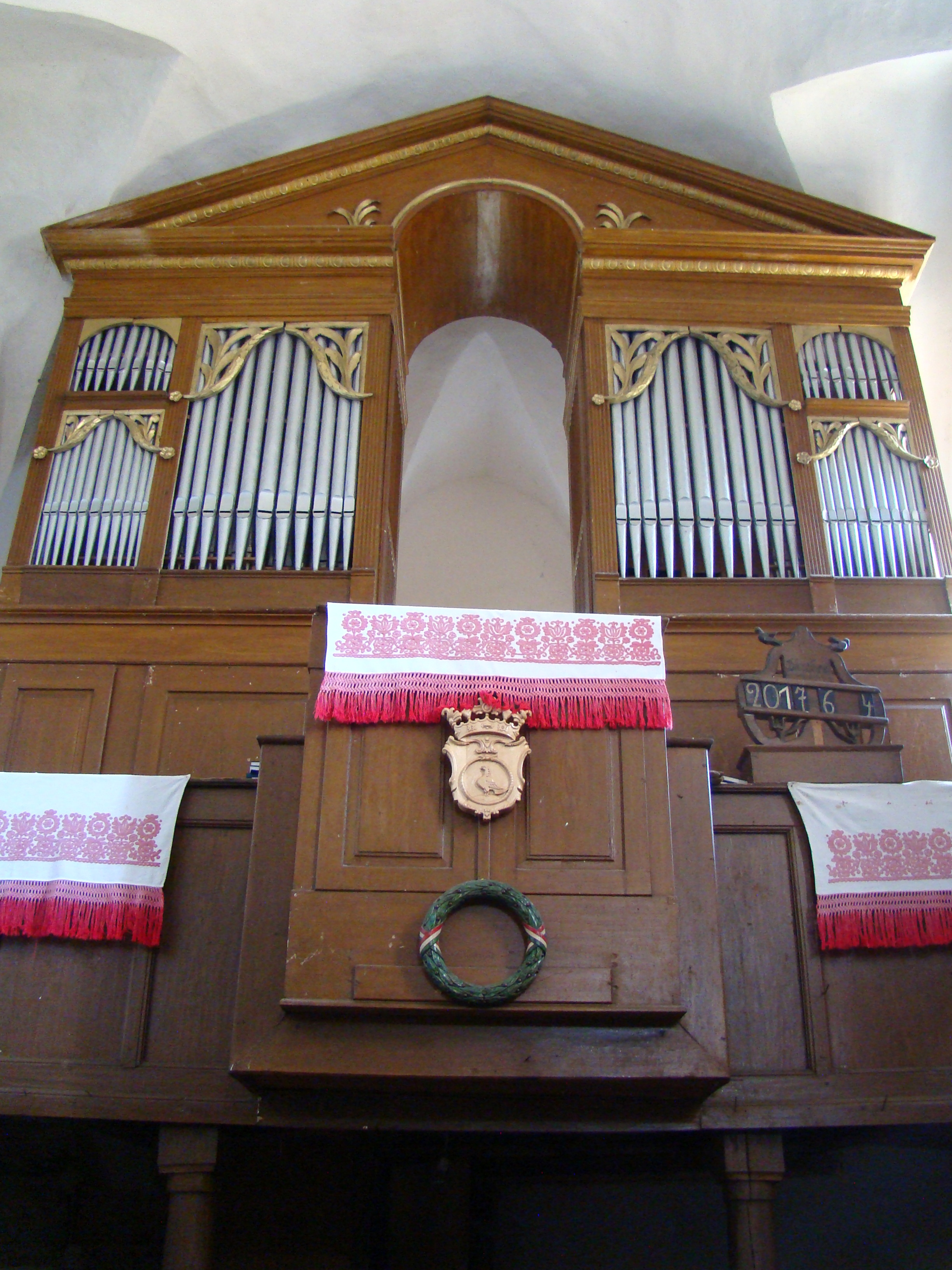
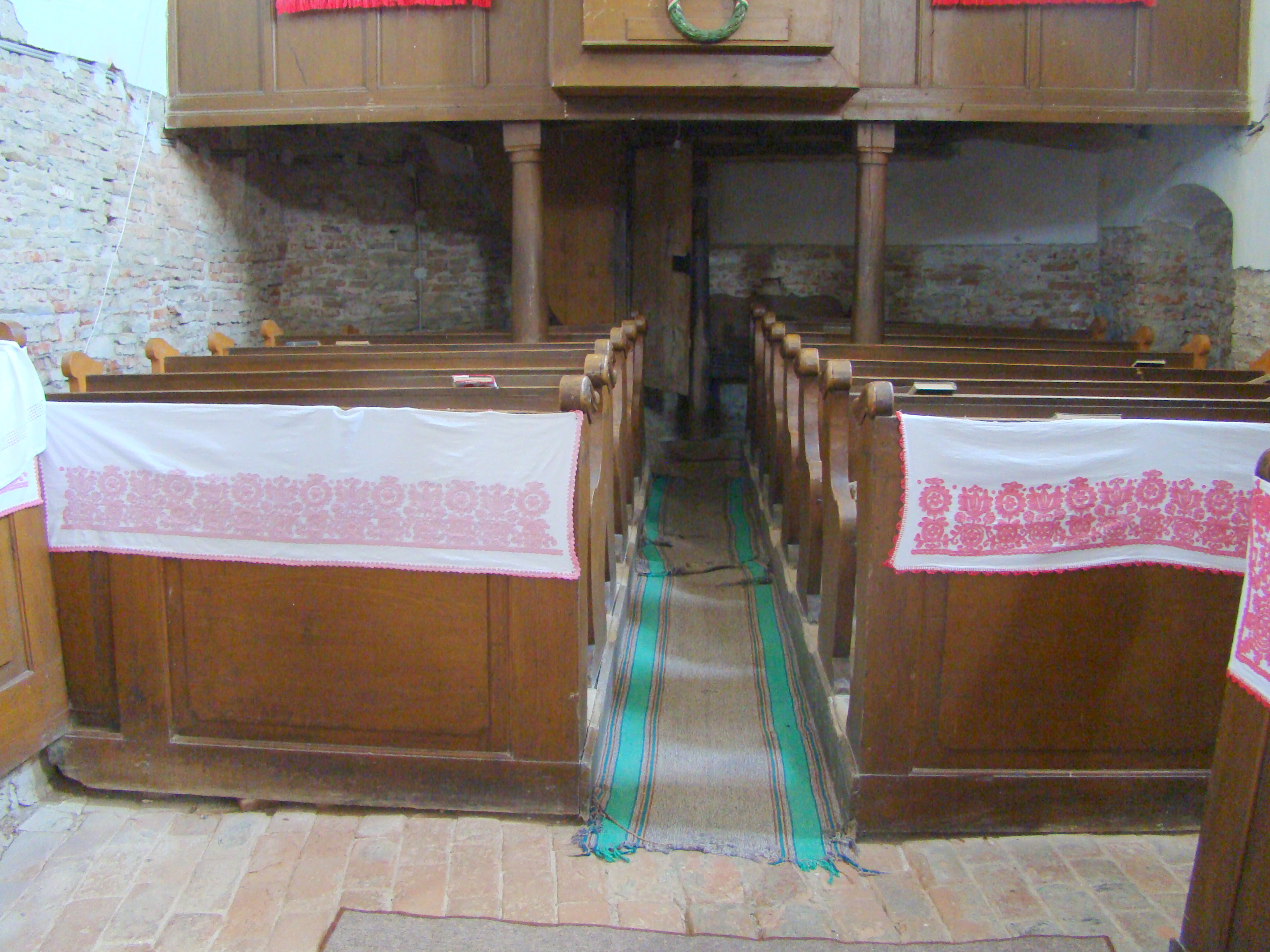
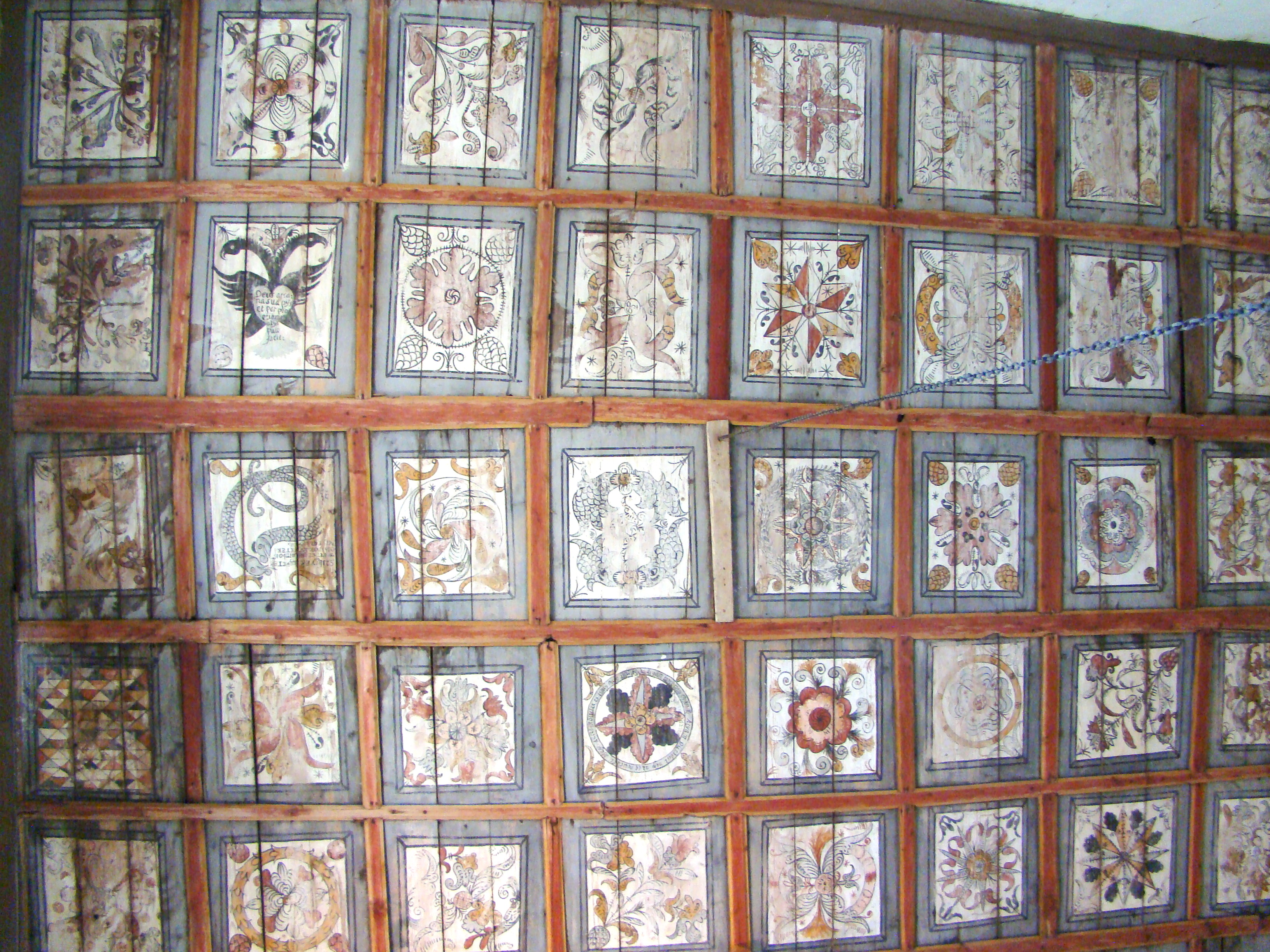
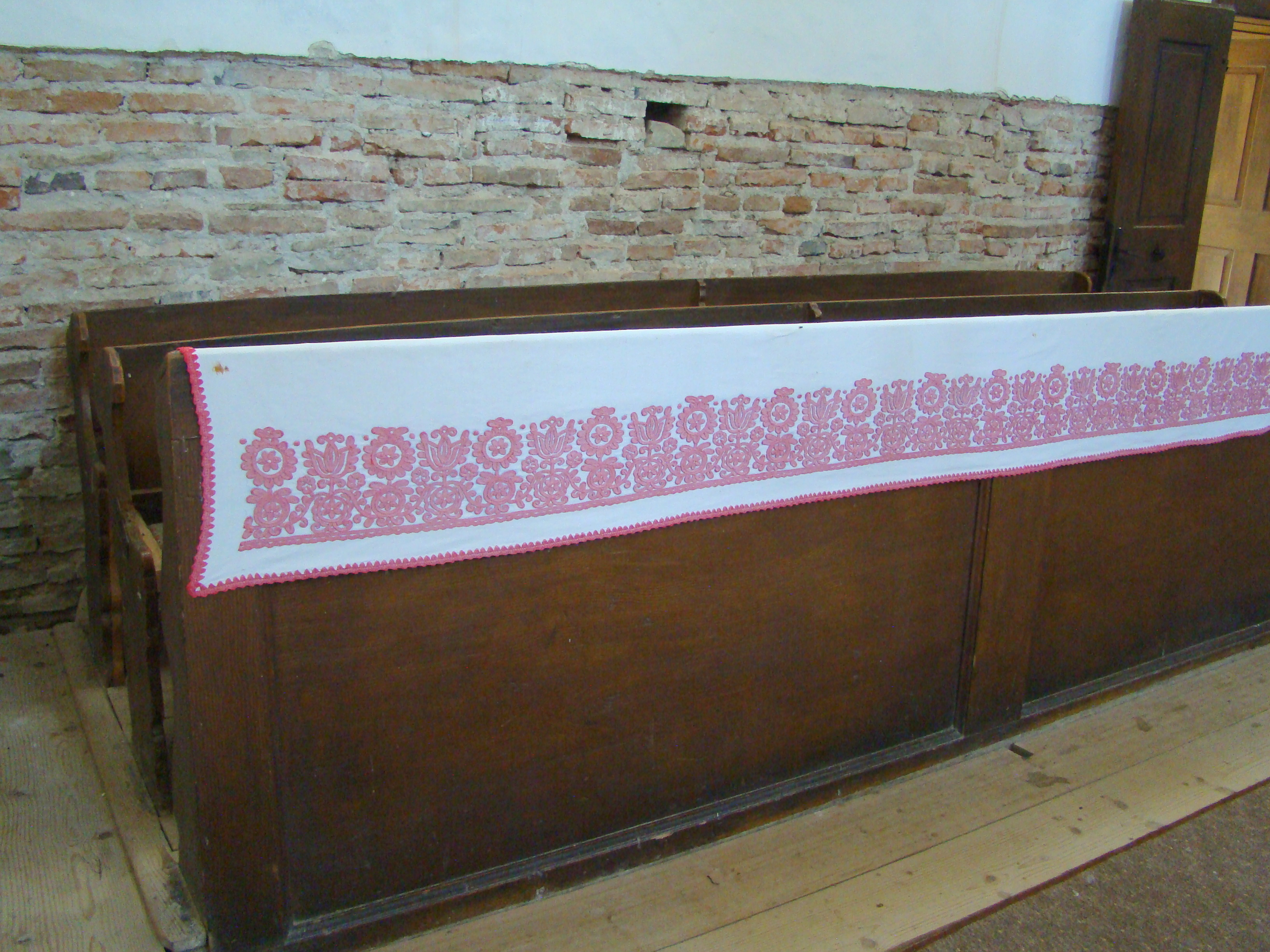
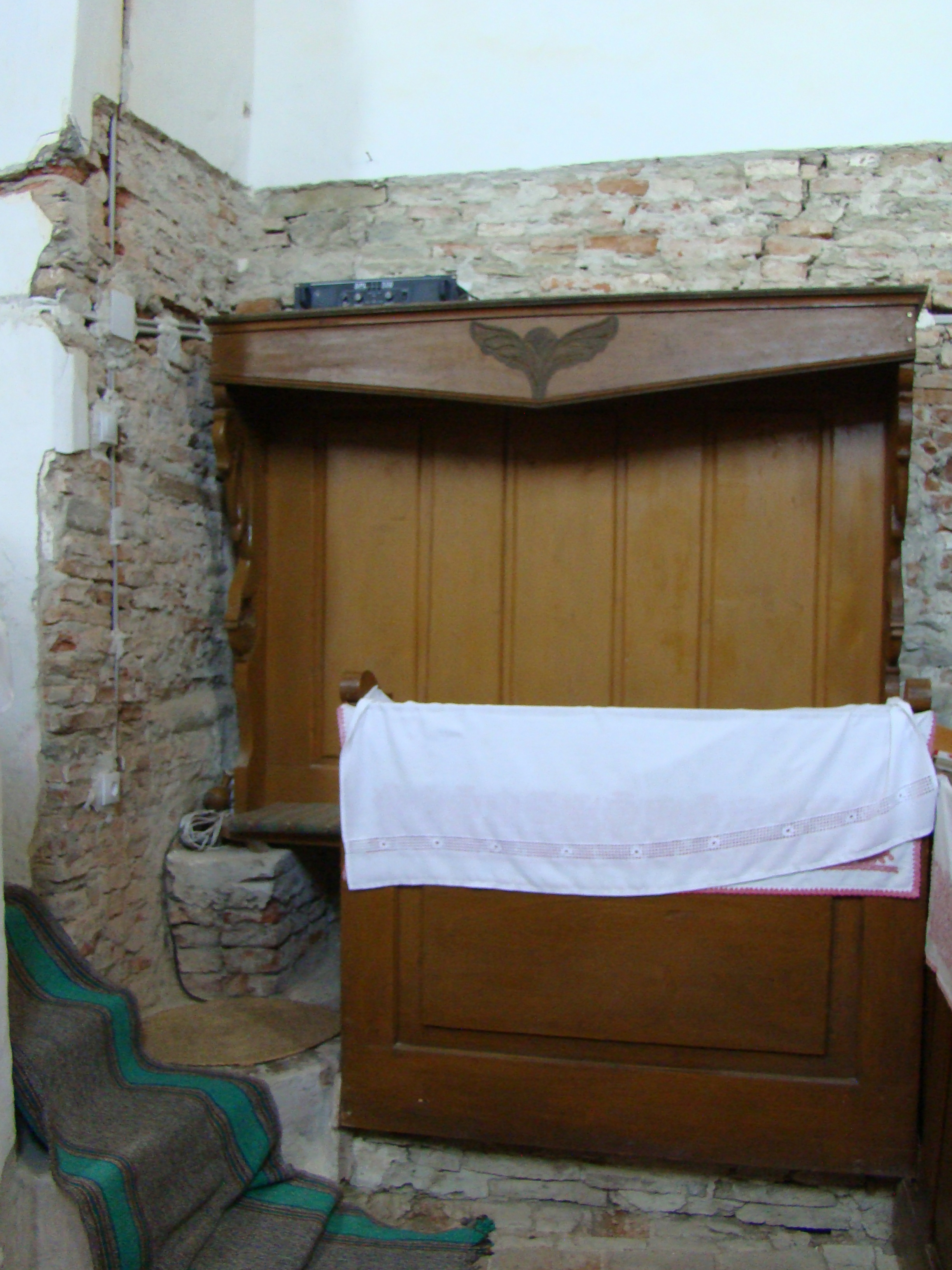
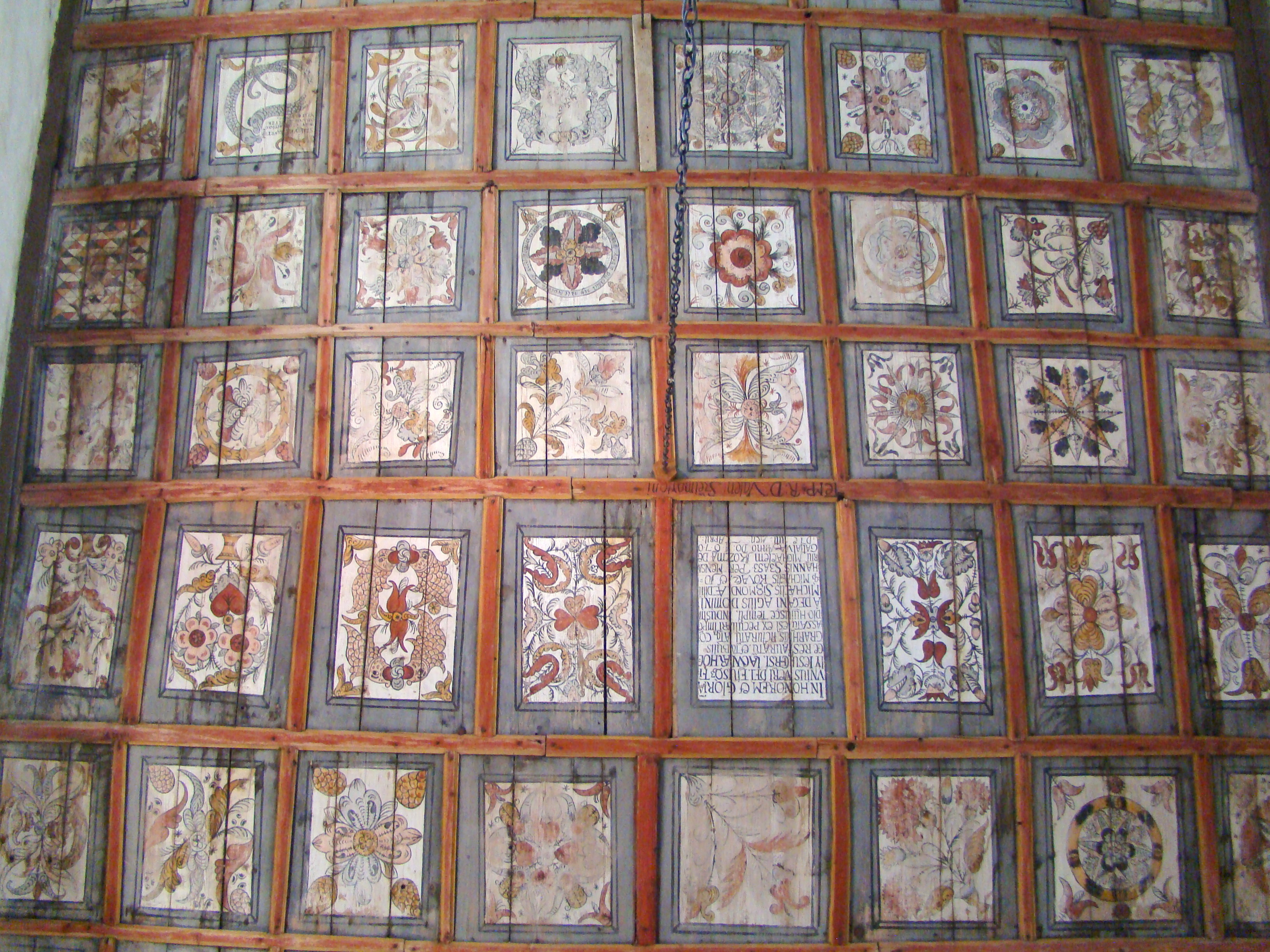
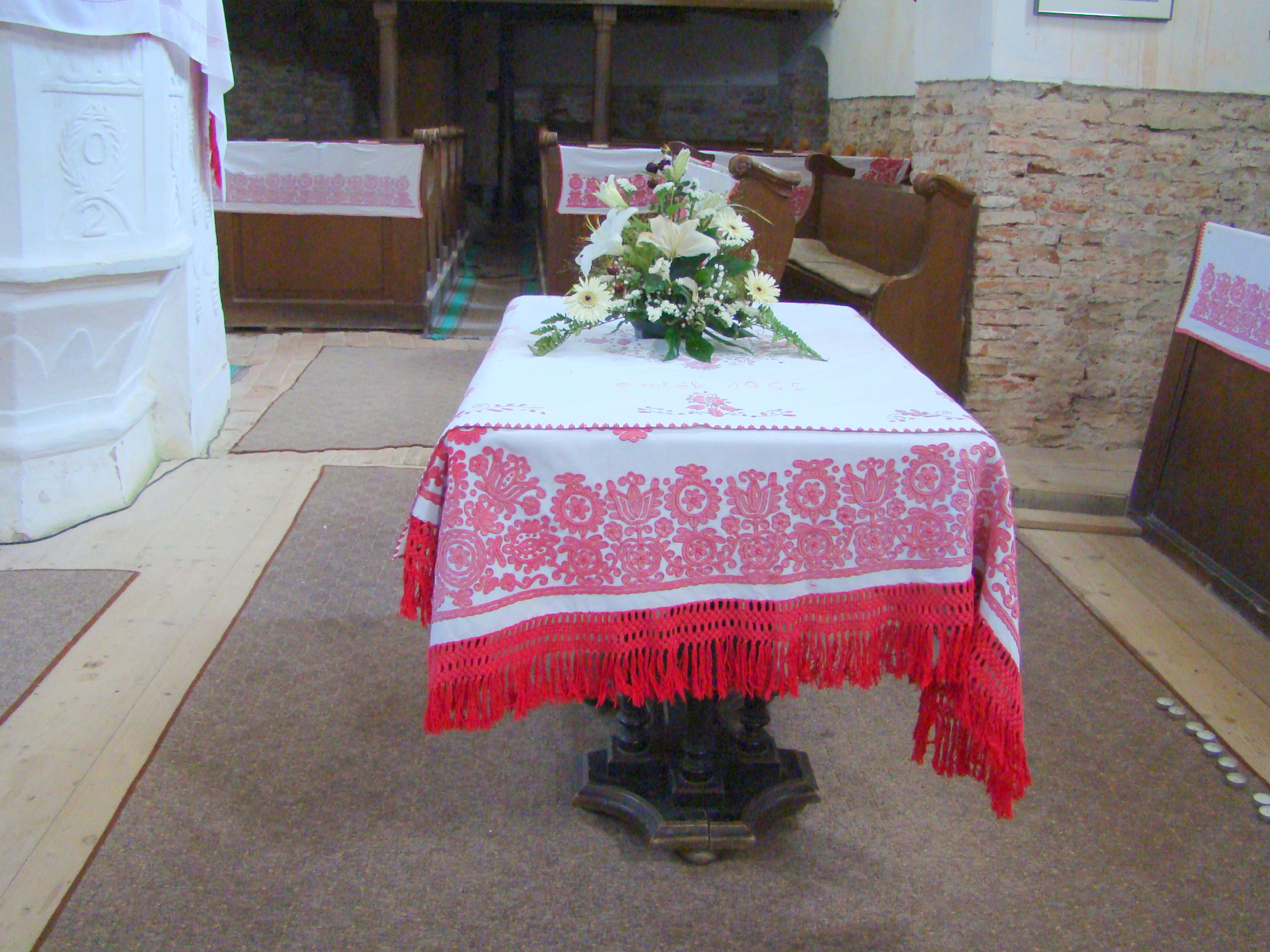
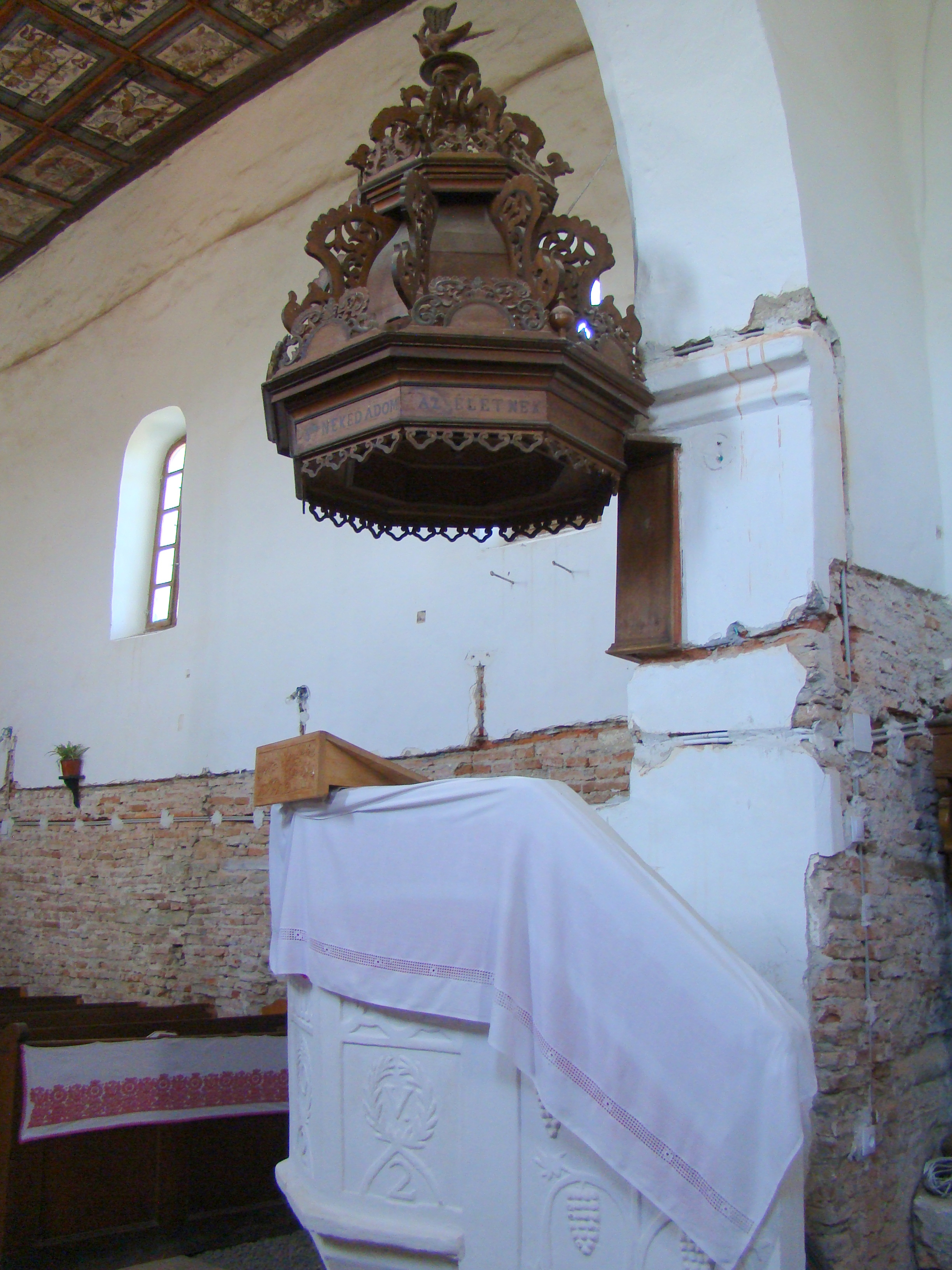
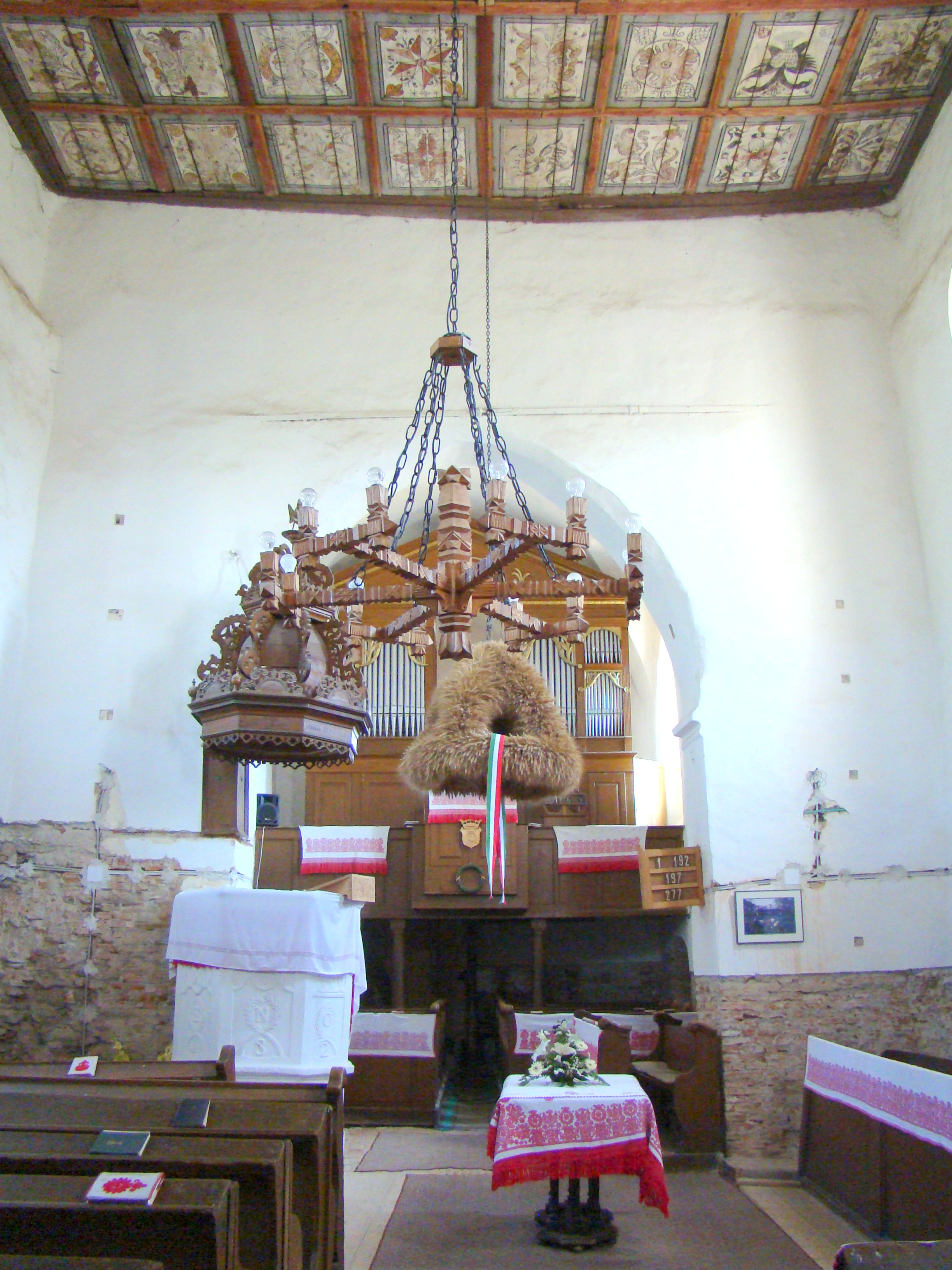
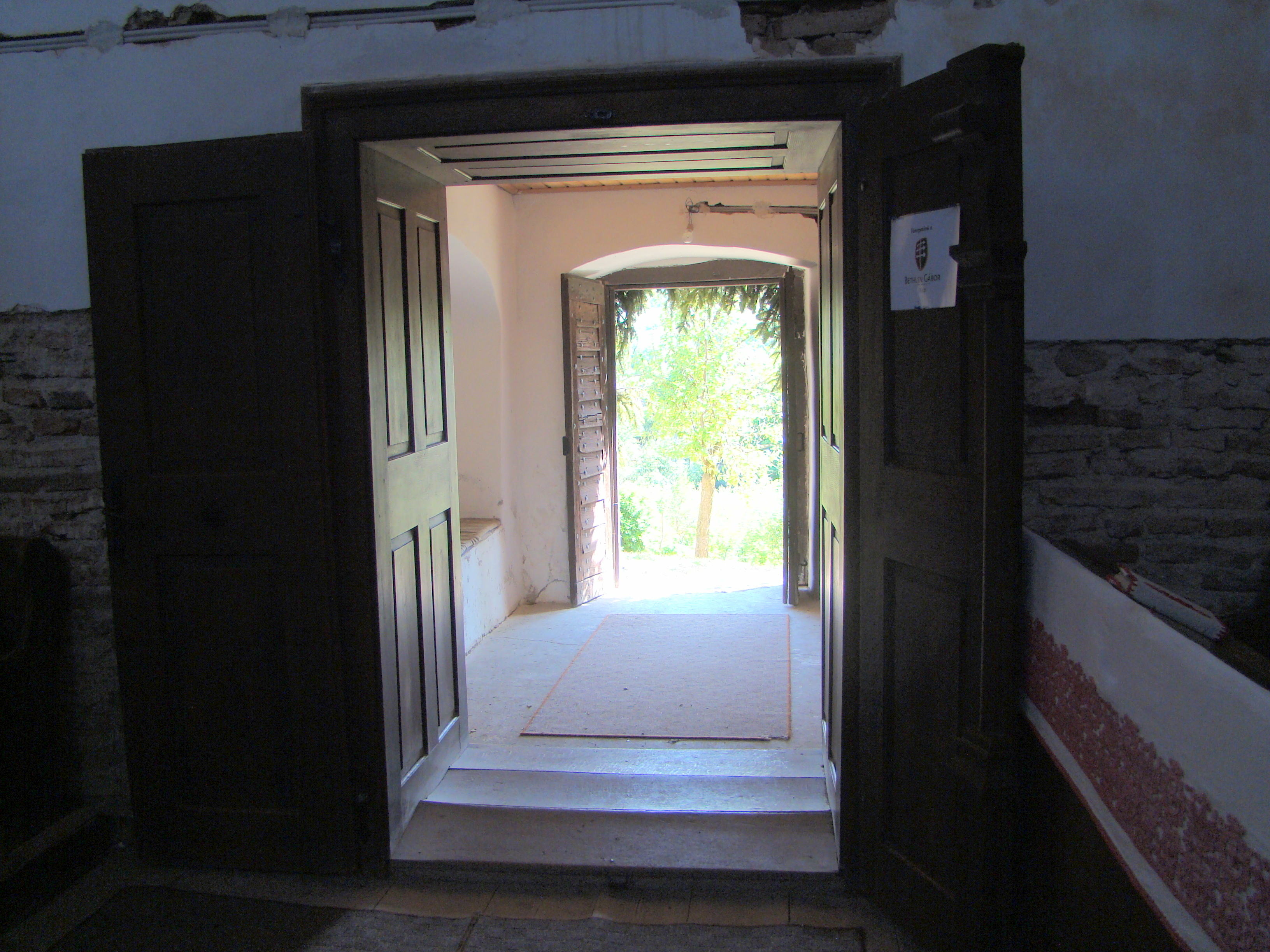

## Vezi și
- Gălățeni, Mureș